# Adler Mannheim
Die Adler Mannheim sind eine deutsche Eishockeymannschaft aus Mannheim, die seit 1994 und damit als Gründungsmitglied in der Deutschen Eishockey Liga spielt. Die Profimannschaft wurde 1994 als GmbH vom 1938 gegründeten Mannheimer ERC ausgelagert, der Stammverein ist noch heute für den Amateur-, Frauen- und Nachwuchsbereich verantwortlich. Eigentümer der Spielbetriebsgesellschaft ist Daniel Hopp.
Insgesamt gewann der Club, der seine Heimspiele seit 2005 in der 13.600 Zuschauer fassenden SAP Arena austrägt, acht deutsche Meisterschaften, davon sieben seit Gründung der DEL. Die Vereinsfarben der Adler Mannheim sind die Mannheimer Stadtfarben Blau, Weiß, Rot.

## Geschichte

### Gründung und Einstellung des Spielbetriebs (1936 bis 1943)

Früheres Logo des Mannheimer ERC

Auf Anstoß des Ruderolympiasiegers Hugo Strauß wurde ab 1936 innerhalb des Rudervereins Mannheimer RC eine Rollschuhabteilung aufgebaut. Zunächst wurde auf wechselnden Flächen gespielt, bis es dem Verein im Frühjahr 1938 gelang, die Rhein-Neckar-Halle als festen Spielort zu bekommen. Nachdem mit dem Bau des bereits 1939 eröffneten Eisstadion am Friedrichspark begonnen worden war, gründeten 83 Vereinsmitglieder am 19. Mai 1938 den Mannheimer Eis- und Rollsport-Club, der bereits in der ersten Saison 1938/39 an der Qualifikation zur Finalrunde um die deutsche Meisterschaft teilnahm. Im ersten Spiel der Vereinsgeschichte unterlagen die Mannheimer am 19. Februar vor 5000 Zuschauern im Friedrichspark dem amtierenden Deutschen Meister SC Riessersee.
Von 1941 bis 1943 erreichte der MERC ununterbrochen die Finalrunde um die deutsche Meisterschaft und stieß 1942 bis ins Halbfinale vor. Dort konnten wegen des Zweiten Weltkriegs sowohl der SC Riessersee als auch die EG Wien keine Mannschaften mehr stellen, sodass Mannheim und der LTTC Rot-Weiß Berlin kampflos ins Finale gelangten. 24 Stunden vor dem Anpfiff wurde das Spiel abgesagt, da der Totale Krieg durch den Reichspropagandaminister Joseph Goebbels im Berliner Sportpalast ausgerufen worden war. Dennoch konnte auch in der folgenden Spielzeit der Spielbetrieb zunächst aufrechterhalten werden. Im Halbfinale sollte der Mannheimer ERC erneut auf die Berliner treffen, wegen des Krieges wurde die Meisterschaft jedoch wie im Vorjahr abgebrochen.
Im Juni 1943 zerstörte ein Luftangriff das Stadion im Friedrichspark, worauf der Eishockeybetrieb in Mannheim bis zum Wiederaufbau des Eisstadions im Jahr 1949 eingestellt wurde.

### Neuanfang und Etablierung im Eishockey-Oberhaus (1949 bis 1965)
| Saison  | Liga  | Hauptrunde | Endrunde   |
| ------- | ----- | ---------- | ---------- |
| 1953/54 | LL BW | 1. Platz   | –          |
| 1954/55 | OL    | 8. Platz   | –          |
| 1955/56 | LL BW | 1. Platz   | –          |
| 1956/57 | OL    | 2. Platz   | 4. Platz   |
| 1957/58 | OL    | 1. Platz   | 4. Platz   |
| 1958/59 | 1. BL | 3. Platz   | –          |
| 1959/60 | 1. BL | 5. Platz   | –          |
| 1960/61 | 1. BL | 5. Platz   | –          |
| 1961/62 | 1. BL | 6. Platz   | 7. Platz ↓ |
| 1962/63 | 1. BL | 3. Platz   | 3. Platz ↑ |
| 1963/64 | 1. BL | 7. Platz   | 6. Platz ↓ |
| 1964/65 | 1. BL | 4. Platz   | 3. Platz ↑ |

↑ Meisterrunde ↓ Abstiegsrunde
Nach dem Zweiten Weltkrieg bestritt der MERC 1949 wieder erste Freundschaftsspiele gegen andere Mannschaften aus der Region und Soldatenauswahlen. Ab 1951 nahm die Mannschaft wieder am regulären Spielbetrieb der Landesliga Württemberg teil und schaffte 1954 als Meister unter der Führung von Spielertrainer Kurt Kurz erstmals den Aufstieg in die damals höchste Spielklasse, die Eishockey-Oberliga. Mit nur einem einzigen Punktgewinn und unter anderem einer 1:22-Niederlage gegen den Krefelder EV stieg der Klub allerdings bereits 1955 aus der Oberliga ab. Nach einem weiteren Jahr in der Zweitklassigkeit konnte der Mannheimer ERC den direkten Wiederaufstieg feiern und etablierte sich mit einem vierten Platz in der Saison 1956/57 dauerhaft in der höchsten deutschen Eishockeyliga.
1958 wurde der MERC eines der Gründungsmitglieder der Eishockey-Bundesliga. Zwar konnte die bayerische Übermacht von Vereinen wie dem EV Füssen, dem SC Riessersee und dem EC Bad Tölz in dieser Zeit noch nicht durchbrochen werden, immerhin schaffte die Mannschaft aber respektable dritte Plätze in den Spielzeiten 1958/59, 1962/63 sowie 1964/65.

### Niedergang und Wiederaufstieg (1965 bis 1978)
| Saison  | Liga  | Hauptrunde | Endrunde   |
| ------- | ----- | ---------- | ---------- |
| 1965/66 | 1. BL | 5. Platz   | 4. Platz ↑ |
| 1966/67 | 1. BL | 2. Platz   | 6. Platz ↑ |
| 1967/68 | 1. BL | 3. Platz   | 5. Platz ↑ |
| 1968/69 | 1. BL | 3. Platz   | 4. Platz ↑ |
| 1969/70 | 1. BL | 9. Platz   | 2. Platz ↓ |
| 1970/71 | 1. BL | 10. Platz  | –          |
| 1971/72 | OL    | 4. Platz   | –          |
| 1972/73 | OL    | 3. Platz   | –          |
| 1973/74 | 2. BL | 2. Platz   | –          |
| 1974/75 | 2. BL | 3. Platz   | –          |
| 1975/76 | 2. BL | 5. Platz   | –          |
| 1976/77 | 2. BL | 4. Platz   | –          |
| 1977/78 | 2. BL | 2. Platz   | –          |

↑ Meisterrunde ↓ Abstiegsrunde
Mitte der 1960er-Jahre konnte sich der Mannheimer ERC sportlich nicht weiterentwickeln, musste 1970 erstmals in der Relegation gegen den Abstieg spielen und erreichte am Ende den knappen Klassenerhalt mit dem zehnten Platz in der Endabrechnung. In der Saison 1970/71 konnte die Mannschaft nur noch drei Saisonspiele gewinnen, was einen Rückgang der Zuschauerzahlen auf nur noch 300 zur Folge hatte und am Ende der Spielzeit mit dem Abstieg in die damals zweitklassige Oberliga resultierte. Aufgrund zahlreicher Abgänge musste der MERC in der ersten Oberligasaison teilweise mit nur neun einsatzfähigen Spielern antreten und belegte am Ende den vierten Platz. Auch in folgenden Jahren schaffte der Verein zwar, ebenso wie in der 1973 gegründeten 2. Eishockey-Bundesliga, regelmäßig den Sprung unter die besten fünf Mannschaften, ohne allerdings den Wiederaufstieg zu erreichen.
1976 trennten sich die Abteilungen Kunstlauf-Schnelllauf-Eisschießen von der Abteilung Eishockey und bildeten fortan den Mannheimer ERC K-S-E. Zur gleichen Zeit übernahm der spätere Meistertrainer Heinz Weisenbach die Eishockeyabteilung und begann mit dem Aufbau einer neuen, konkurrenzfähigeren Mannschaft, die in den folgenden zwei Jahren ernsthaft um den Aufstieg mitspielen und diesen schließlich im Jahr 1978 dank eines zweiten Platzes sowie der Aufstockung der Bundesliga von zehn auf zwölf Vereine verwirklichen konnte.

### Erfolgreiche Jahre in der Bundesliga (1978 bis 1990)
| Saison  | Liga  | Hauptrunde | Endrunde | Play-offs     |
| ------- | ----- | ---------- | -------- | ------------- |
| 1978/79 | 1. BL | 4. Platz   | 6. Platz | –             |
| 1979/80 | 1. BL | 2. Platz   | 1. Platz | Meister       |
| 1980/81 | 1. BL | 3. Platz   | –        | 3. Platz      |
| 1981/82 | 1. BL | 3. Platz   | –        | Finale        |
| 1982/83 | 1. BL | 2. Platz   | –        | Finale        |
| 1983/84 | 1. BL | 1. Platz   | –        | 3. Platz      |
| 1984/85 | 1. BL | 3. Platz   | –        | Finale        |
| 1985/86 | 1. BL | 7. Platz   | –        | Viertelfinale |
| 1986/87 | 1. BL | 4. Platz   | –        | Finale        |
| 1987/88 | 1. BL | 3. Platz   | –        | 3. Platz      |
| 1988/89 | 1. BL | 3. Platz   | –        | Halbfinale    |
| 1989/90 | 1. BL | 7. Platz   | –        | Viertelfinale |

Um bei dem begrenzten Etat eine bundesligataugliche Mannschaft aufstellen zu können, ging Trainer Weisenbach neue Wege. Er reiste nach Nordamerika, um gezielt nach Spielern mit deutschen Wurzeln zu suchen. Mit Harold Kreis, Manfred Wolf, Roy Roedger und Peter Ascherl wechselten schließlich die ersten „Deutsch-Kanadier“ in die Bundesliga. Auch die Verpflichtung des Nationaltorhüters Erich Weishaupt sorgte für Furore. Obwohl ordnungsgemäß vom Berliner Schlittschuhclub verpflichtet, erhielt der MERC wegen interner Querelen zwischen dem Berliner SC und den vorgeschalteten Eissport Berlin KG und Eishockey Berlin KG den Spielerpass erst nach der offiziellen Transferfrist, sodass der Deutsche Eishockey-Bund am 8. November alle bis dahin erspielten Punkte aberkennen wollte. Mannheim und der mit einem anderen Spieler ebenso betroffene SB Rosenheim zogen daraufhin vor ein ordentliches Gericht und gewannen gegen den Verband.
Nach einem sechsten Platz in der Premierensaison gelang den Mannheimern 1980 der bis dahin größte Erfolg in der Vereinsgeschichte. Noch vor der Saison wurde die Mannschaft mit Ron Andruff und Holger Meitinger sowie den in der Fremde zu Nationalspielern gereiften Mannheimer Eigengewächsen Marcus Kuhl (von Köln) und Peter Obresa (von Bad Nauheim) weiter verstärkt. In einem komplizierten Modus aus Vorrunde, Zwischenrunde und Meisterrunde bewies das Team die größte Ausdauer und konnte schließlich erstmals die deutsche Meisterschaft gewinnen. Der Titelgewinn wurde bereits im vorletzten Spiel durch einen Sieg in Berlin perfekt gemacht, sodass sich die Mannheimer Spieler vor Beginn des letzten, bedeutungslos gewordenen Heimspiels gegen den Kölner EC in Frack und Zylinder warmliefen.
Wie bereits vorher vereinbart, verließ Meistertrainer Weisenbach Mannheim und wurde durch den Tschechen Ladislav Olejník ersetzt, der fast das ganze Jahrzehnt die Mannschaft prägte. Der Etat war in dieser Zeit aber so klein, dass die Mannschaft meistens nicht breit genug aufgestellt war. In der Saison 1981/82 standen nur vier Verteidiger zur Verfügung, sodass die Mannschaft in den entscheidenden Spielen zum Saisonende sowohl personell, als auch konditionell nicht konkurrenzfähig war.

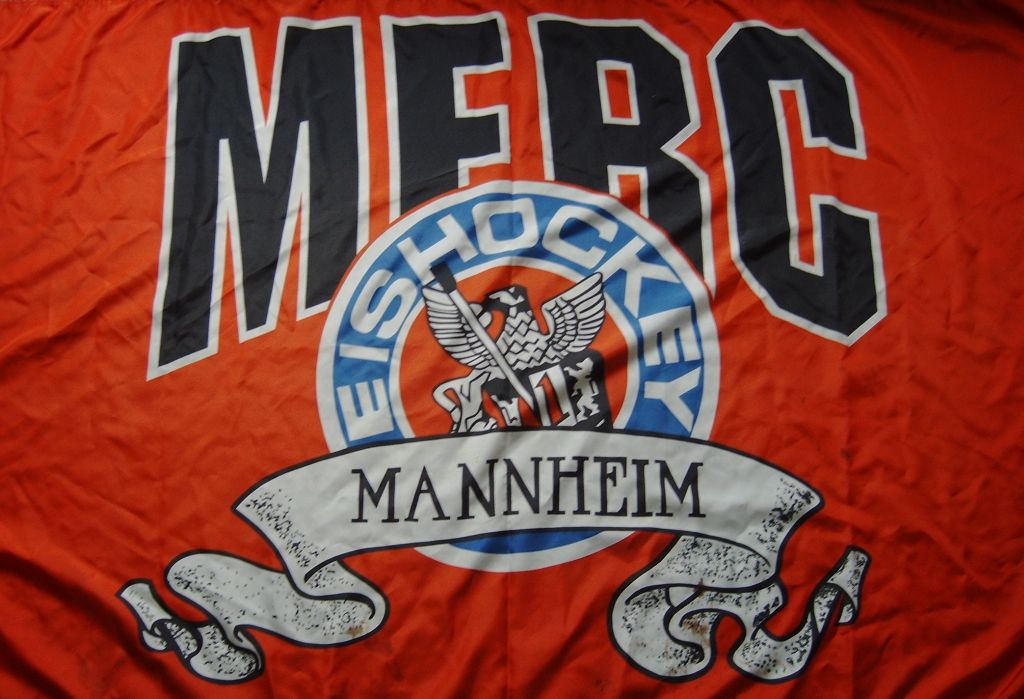
MERC-Fahne aus dem Jahr 1989

1981, als die Meisterschaft erstmals nach dem Play-off-System ausgetragen wurde, gelang auf Anhieb ein dritter Platz. Im Jahr darauf stieß der MERC sogar bis ins Finale vor, wo er sich jedoch dem SB Rosenheim geschlagen geben musste. 1983 wurde die Mannschaft erneut deutscher Vizemeister, nachdem sie im Finale gegen den EV Landshut verloren hatte. In der nächsten Saison entschied der MERC erstmals in seiner Geschichte die Hauptrunde für sich, schied dann aber im Halbfinale aus und wurde am Ende Dritter. 1985 zog der Club zum dritten Mal in vier Jahren Play-off-Finale ein, in dem schließlich der SB Rosenheim erneut das bessere Ende für sich behielt.
Im folgenden Jahr wechselte Olejník nach Rosenheim. Zudem konnten die Abgänge von Manfred Wolf, Roy Roedger und Andreas Niederberger durch das nun sehr junge Team nie kompensiert werden, sodass Präsident und Geldgeber Helmut Müller nach zehn erfolgreichen Jahren seinen Rücktritt erklärte und die Mannschaft bereits im Viertelfinale ausschied. Fast über ein halbes Jahr war der Verein ohne Ersten Vorsitzenden, bis schließlich der damalige Mannheimer Stadtrat Lothar Mark das Amt übernahm. Es war eine sehr schwierige Zeit mit vielen Risiken, da nur wenige Spieler unter Vertrag standen, kein Trainer engagiert war und der Verein eine hohe Schuldenlast zu bewältigen hatte, die allerdings innerhalb von 4 Jahren halbiert wurde. Trainer Olejník wurde von Lothar Mark an die Bande in Mannheim zurückgeholt, und prompt stellte sich der Erfolg wieder ein. Der Mannheimer ERC spielte 1986/87 erneut bis ins Finale und unterlag erst dort dem Kölner EC. In der folgenden Saison traf man bereits im Halbfinale auf die Domstädter, die Revanche gelang jedoch nicht und der MERC wurde am Ende Dritter. 1989 verlor die Mannschaft im Spiel um Platz drei abermals gegen den KEC und wurde Vierter. Lothar Mark wurde Ende 1987 zum Sportbürgermeister der Stadt Mannheim gewählt und gab daher seinen Vorsitz ab.
| Saison  | Liga  | Hauptrunde | Play-offs     |
| ------- | ----- | ---------- | ------------- |
| 1990/91 | 1. BL | 5. Platz   | Viertelfinale |
| 1991/92 | 1. BL | 6. Platz   | Halbfinale    |
| 1992/93 | 1. BL | 5. Platz   | Halbfinale    |
| 1993/94 | 1. BL | 7. Platz   | Viertelfinale |
| 1994/95 | DEL   | 3. Platz   | Viertelfinale |
| 1995/96 | DEL   | 6. Platz   | Viertelfinale |

### Drohender Bankrott und Gründung der DEL (1990 bis 1996)
Zu Beginn des neuen Jahrzehnts verließ Ladislav Olejník endgültig den Mannheimer ERC, der sich in den folgenden Jahren stets nur noch zwischen Rang fünf und sieben platzieren konnte. In den anschließenden Play-offs schied das Team 1990, 1991 und 1994 bereits im Viertelfinale aus, 1992 und 1993 gelang immerhin der Sprung ins Halbfinale.
Im Frühling 1994 stand das Eishockey in Mannheim kurz vor dem Aus, da die Schulden des Vereins auf acht Millionen DM angestiegen waren. Die Krise konnte nur bewältigt werden, weil die Spieler auf bis zu 30 Prozent ihres Gehalts verzichteten und die teuersten Stars wie Jiří Lála und Peter Draisaitl an andere Vereine abgegeben wurden. Nach dem Ende der Saison 1993/94 wurde mit der Deutschen Eishockey Liga eine neue Eliteliga gegründet. Um den Ansprüchen des professionellen Eishockeys Rechnung zu tragen, wurde die erste Mannschaft des MERC in die neue Die Adler Mannheim Eishockey Spielbetriebs GmbH + Co. KG ausgelagert und spielt seitdem unter dem Namen Adler Mannheim in der DEL.
Gleich in der ersten DEL-Saison erreichte das junge Team der Adler in der Vorrunde den dritten Platz, im Viertelfinale unterlag man jedoch dem späteren Meister Kölner Haie. 1996 belegte die Mannschaft dann wieder nur den sechsten Platz der Vorrunde und schied erneut im Viertelfinale aus.

### Aufstieg zum DEL-Topteam (1996–2005)
| Saison  | Liga | Hauptrunde | Endrunde | Play-offs     |
| ------- | ---- | ---------- | -------- | ------------- |
| 1996/97 | DEL  | 2. Platz   | 1. Platz | Meister       |
| 1997/98 | DEL  | 1. Platz   | 4. Platz | Meister       |
| 1998/99 | DEL  | 3. Platz   | –        | Meister       |
| 1999/00 | DEL  | 5. Platz   | –        | Viertelfinale |
| 2000/01 | DEL  | 1. Platz   | –        | Meister       |
| 2001/02 | DEL  | 2. Platz   | –        | Finale        |
| 2002/03 | DEL  | 4. Platz   | –        | Halbfinale    |
| 2003/04 | DEL  | 6. Platz   | –        | Viertelfinale |
| 2004/05 | DEL  | 6. Platz   | –        | Finale        |

Zwischenzeitlich war das Bosman-Urteil gefallen, wonach EU-Bürger ohne Transfersummen und ohne Reglementierung der Ausländeranzahl ihren Verein frei wählen dürfen. Das Mannheimer Management reagierte sehr schnell und verpflichtete Spieler aus Frankreich, Österreich, Italien und Belgien. Die Verstärkungen schlugen sofort ein und in der Saison 1996/97 wurde die Vorrunde knapp hinter Köln auf Platz zwei abgeschlossen. In der Meisterrunde konnten die Haie sogar überholt werden, in den folgenden Play-offs gewannen die Adler mit drei Sweeps, also ohne ein einziges Spiel zu verlieren, ihre zweite deutsche Meisterschaft, die erste seit der Gründung der DEL. Als einziger Spieler der Meistermannschaft von 1980 war Kapitän Harold Kreis mit dabei, der anschließend seine aktive Karriere beendete.
Ein Jahr später wurde der Titel erfolgreich verteidigt. Nachdem die Vorrunde souverän von der Mannschaft gewonnen worden war, konnte die Meisterrunde zunächst nur auf dem vierten Platz abgeschlossen werden. In den Play-offs musste das Team jedoch nur ein einziges Spiel, in der Finalserie gegen die Eisbären Berlin, verloren geben. Mit dem zweiten Titel stiegen die Adler zum Rekordmeister der noch jungen Spielklasse auf, der Mannheimer Philippe Bozon wurde zudem zum DEL-Spieler des Jahres gekürt. In der Sommerpause wurden wirtschaftliche Probleme des Vereins offenbar, die durch den Einstieg des SAP-Mitbegründers Dietmar Hopp bewältigt werden konnten. Die Hauptrunde der Saison 1998/99 beendeten die Adler zunächst auf dem dritten Platz, allerdings mit einem großen Rückstand auf die erstplatzierten Nürnberg Ice Tigers. Diese beiden Mannschaften standen sich auch im Play-off-Finale gegenüber, das die Mannheimer mit 3:2 Spielen gewinnen konnten, womit sie die dritte Meisterschaft in Folge feierten.

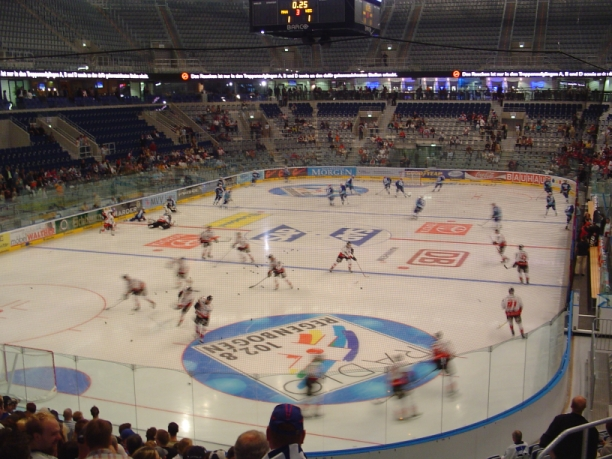
Während der Aufwärmzeit gegen die Kölner Haie 2005

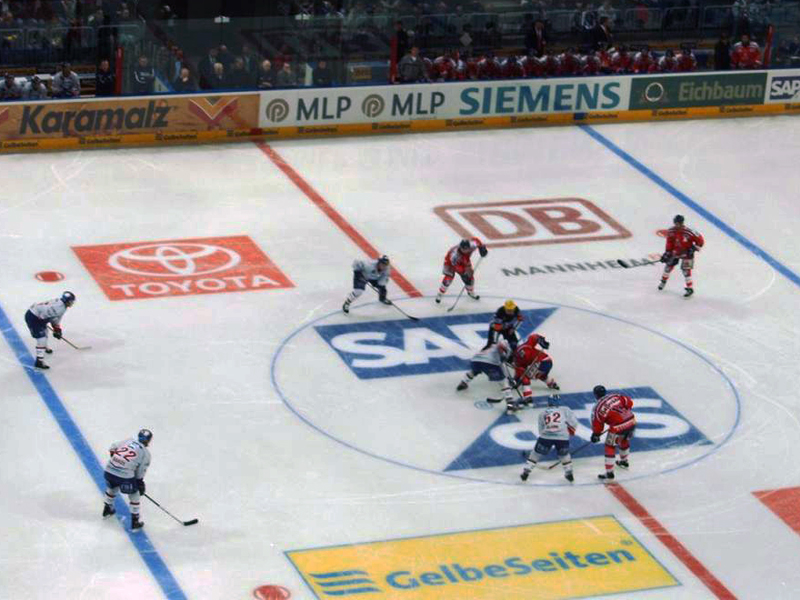
Bully beim Spiel gegen Kassel 2006

Die nächste Saison war ein Jahr des Umbruchs. Meistertrainer Lance Nethery hatte ebenso wie einige der Leistungsträger der vergangenen Jahre Mannheim verlassen und wurde vom Kanadier Chris Valentine beerbt. Am Ende schied die Mannschaft bereits im Viertelfinale aus, einziger Lichtblick aus Sicht des MERC war Jan Alston, der mit 74 Punkten Topscorer der Deutschen Eishockey Liga wurde. Mit einer erneut auf vielen Positionen veränderten Mannschaft und dem neuen Trainer Bill Stewart gewannen die Adler die Vorrunde der Saison 2000/01 mit dem neuen DEL-Rekord von 115 Punkten aus 60 Spielen und holten am Ende der Saison den fünften Meistertitel nach Mannheim.
Im Sommer 2001 musste der Stammverein Mannheimer ERC einen Insolvenzantrag stellen und wurde aufgelöst, der Mannheimer ERC K-S-E änderte daraufhin seinen Namen in Mannheimer ERC e. V. und gründete mit dem Mannheimer ERC Eishockey-Spielbetrieb e. V. einen Nachfolger im Eishockeybereich. Die Profimannschaft stieß in der Spielzeit 2001/02 hingegen erneut ins Finale vor, in dem die Mannschaft aber mit 2:3 Spielen den Kölner Haien unterlag. 2003 scheiterten die Adler im Halbfinale erneut an den Haien, gewann aber erstmals den neugeschaffenen Deutschen Eishockey-Pokal. Im folgenden Jahr belegte das Team nach der Vorrunde nur den sechsten Platz und scheiterte bereits im Viertelfinale an den Hamburg Freezers.
Zur Saison 2004/05 verstärkte sich die Mannschaft aufgrund des Lockouts in der National Hockey League mit den beiden deutschen NHL-Spielern Jochen Hecht und Sven Butenschön, dem französischen Nationaltorhüter Cristobal Huet sowie den Verteidigern Andy Delmore und Yannick Tremblay. Trotzdem wurde in der Hauptrunde nur der sechste Platz erreicht. Dennoch erreichten die Adler das Play-off-Finale und unterlagen in diesem in drei Spielen gegen die Eisbären Berlin.

### Umzug in die SAP-Arena, fünfter Titel und Ende der Rekordmeisterschaft (2005 bis 2012)
In die Saison 2005/06 startete die Mannschaft mit dem ligaweiten Etatrekord von acht Millionen Euro, zudem wurde mit der neu errichteten SAP Arena eine der modernsten Multifunktionsspielstätten Europas bezogen, welche an die Stelle des Friedrichsparks trat. Nach der Hauptrunde fanden sich die Adler dennoch lediglich auf dem zehnten Tabellenplatz wieder, sodass die Play-offs erstmals seit ihrer Einführung im deutschen Eishockey 1981 ohne den Mannheimer ERC stattfanden. Zwar erreichte das Team erneut das Finale des Deutschen Eishockey-Pokals, hier unterlag man jedoch den DEG Metro Stars aus Düsseldorf. Trotz des sportlich schlechten Abschneidens in der Meisterschaft wurde der Zuschauerschnitt durch die neue Arena von 5.918 auf 11.056 pro Spiel gesteigert und damit fast verdoppelt. Zudem bedeutete dieser Schnitt den vierthöchsten Zuschauerzuspruch in Europa.
| Saison  | Liga | Hauptrunde | Play-offs     |
| ------- | ---- | ---------- | ------------- |
| 2005/06 | DEL  | 10. Platz  | –             |
| 2006/07 | DEL  | 1. Platz   | Meister       |
| 2007/08 | DEL  | 6. Platz   | Viertelfinale |
| 2008/09 | DEL  | 4. Platz   | Halbfinale    |
| 2009/10 | DEL  | 9. Platz   | Pre-Playoffs  |
| 2010/11 | DEL  | 7. Platz   | Viertelfinale |
| 2011/12 | DEL  | 4. Platz   | Finale        |

In der Saison 2006/07 sicherte sich das Team nach einer überlegenen Hauptrunde durch einen Finalsieg über die Sinupret Ice Tigers den sechsten Meistertitel in der Vereinsgeschichte sowie gegen die Kölner Haie den zweiten DEB-Pokalgewinn. Damit gelang den Adlern als erster Mannschaft seit Gründung der DEL das Double mit Meisterschaft und Pokalsieg. Auch der Zuschauerzuspruch erreichte mit 12.688 Besuchern pro Hauptrundenspiel einen neuen Rekord und zudem den dritthöchsten Durchschnitt in Europa. Nach einer über weite Strecken enttäuschenden Vorrunde stellten die Adler Mannheim zusammen mit den Kölner Haien am 22. März 2008 den Rekord für das längste Spiel in der europäischen Eishockey-Geschichte auf. Im dritten Play-off-Viertelfinalspiel in der KölnArena standen beide Teams 168:16 Minuten auf dem Eis, bis die Partie durch den 5:4-Siegtreffer des Kölners Philip Gogulla beendet wurde. Weltweit ist dieses Match damit das zweitlängste, nur ein Spiel der NHL aus dem Jahre 1936 dauerte länger. Die Adler verloren die Serie allerdings am Ende deutlich mit 1:4.

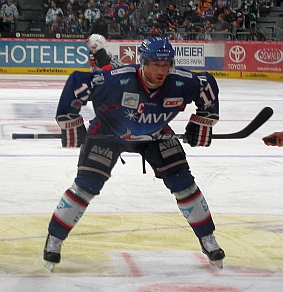
Marcus Kink beim Bully 2012

Im folgenden Jahr lag die Mannschaft lange Zeit in der Hauptrunde auf Play-off-Kurs, startete dann allerdings zum Ende der regulären Saison eine Negativserie, die die Entlassung des bisherigen Trainers Dave King zur Folge hatte. Nachdem die Adler lediglich noch auf Platz vier liegend die Play-offs erreicht hatten, konnten die Sinupret Ice Tigers, gegen welche die Mannschaft in der Hauptrunde keines der vier Aufeinandertreffen hatte gewinnen können, mit 4:1 Spielen geschlagen werden. Im Halbfinale folgte jedoch das Aus in vier Spielen gegen die Eisbären Berlin. In der anschließenden Saison setzte sich der sportliche Abwärtstrend fort. Nachdem die Adler zunächst aussichtsreich in die Saison gestartet waren, belegte die Mannschaft am Ende lediglich Platz neun und erreichte damit die Pre-Play-offs. Der neue Trainer Doug Mason wurde, wie bereits sein Vorgänger Dave King, noch während der Hauptrunde vorzeitig entlassen und interimsmäßig vom bisherigen Co-Trainer Teal Fowler ersetzt. In den Pre-Play-offs schieden die Adler in zwei Spielen gegen die Augsburger Panther aus, woraufhin die Verträge von fünf Spielern aufgelöst wurden, um neuen Spielraum in der Kaderzusammenstellung zu erhalten. Zusätzlich wurde die Mannheimer Eishockeylegende Harold Kreis als Trainer verpflichtet.
2010/11 belegte die Mannschaft nach der Vorrunde den siebten Platz und schied in den Play-offs im Viertelfinale gegen die DEG Metro Stars aus. 2011/12 konnten die Adler wieder an frühere Erfolge anknüpfen. Nachdem im Herbst für längere Zeit die Tabelle angeführt worden war, schloss man die Vorrunde mit dem vierten Platz ab. In den Play-offs wurde das Finale erreicht, wo es zum Aufeinandertreffen der beiden DEL-Rekordmeister kam – sowohl Mannheim als auch die Eisbären Berlin hatten bis dahin fünfmal die DEL-Meisterschaft gewonnen. Im vierten Spiel der Finalserie führten die Adler in der heimischen SAP-Arena im letzten Drittel bereits mit 5:2 und sahen wie der sichere Deutsche Meister aus. Berlin gelang es jedoch, das Spiel in der Verlängerung zu drehen und ein entscheidendes fünftes Spiel zu erzwingen, das sie ebenfalls gewannen, sodass den Adlern nur die Deutsche Vizemeisterschaft blieb. Mit dem Titelgewinn 2012 wurden die Eisbären Berlin gleichzeitig neuer Rekordmeister der DEL. Diesen Status konnten sie in der folgenden Saison durch eine Titelverteidigung weiter festigen.

### Vereinsjubiläum, erneute Trainerwechsel und der siebte Titel (2012–2018)
Im Verlauf der Saison 2012/2013 wechselten aufgrund des NHL-Lockouts Dennis Seidenberg (Boston Bruins), Jochen Hecht, Jason Pominville (beide Buffalo Sabres) und Marcel Goc (Florida Panthers) zu den Adler Mannheim. Die reguläre Spielzeit konnten die Adler auf dem ersten Platz abschließen. Als Favorit ging das Team in die Play-offs, wo sie im Viertelfinale auf die Grizzly Adams Wolfsburg trafen. Die Niedersachsen bestimmten überraschend die Serie und gewannen sie schließlich mit 4:2 Siegen.
| Saison  | Liga | Hauptrunde | Play-offs     |
| ------- | ---- | ---------- | ------------- |
| 2012/13 | DEL  | 1. Platz   | Viertelfinale |
| 2013/14 | DEL  | 4. Platz   | Viertelfinale |
| 2014/15 | DEL  | 1. Platz   | Meister       |
| 2015/16 | DEL  | 10. Platz  | Pre-Playoffs  |
| 2016/17 | DEL  | 2. Platz   | Viertelfinale |
| 2017/18 | DEL  | 5. Platz   | Halbfinale    |
| 2018/19 | DEL  | 1. Platz   | Meister       |
| 2019/20 | DEL  | 2. Platz   | Saisonabbruch |
| 2020/21 | DEL  | 1. Gr. Süd | Halbfinale    |
| 2021/22 | DEL  | 5. Platz   | Halbfinale    |
| 2022/23 | DEL  | 3. Platz   | Halbfinale    |
| 2023/24 | DEL  | 7. Platz   | Viertelfinale |
| 2024/25 | DEL  | 4. Platz   | Halbfinale    |

Am 19. Mai 2013 feierte der Stammverein MERC sein 75-jähriges Jubiläum. In diesem Rahmen wurde in den Mannheimer Reiss-Engelhorn-Museen während der laufenden Saison 2012/2013 zwischen dem 25. November 2012 und dem 31. März 2013 eine Sonderausstellung unter dem Titel 75 Jahre Eishockeystadt Mannheim veranstaltet. Neben der Auflage eines zugehörigen Ausstellungskatalogs erfolgten von der Vereinsseite Zusatzveranstaltungen wie Führungen durch die Ausstellung mit ehemaligen Spielern sowie Autogrammstunden.

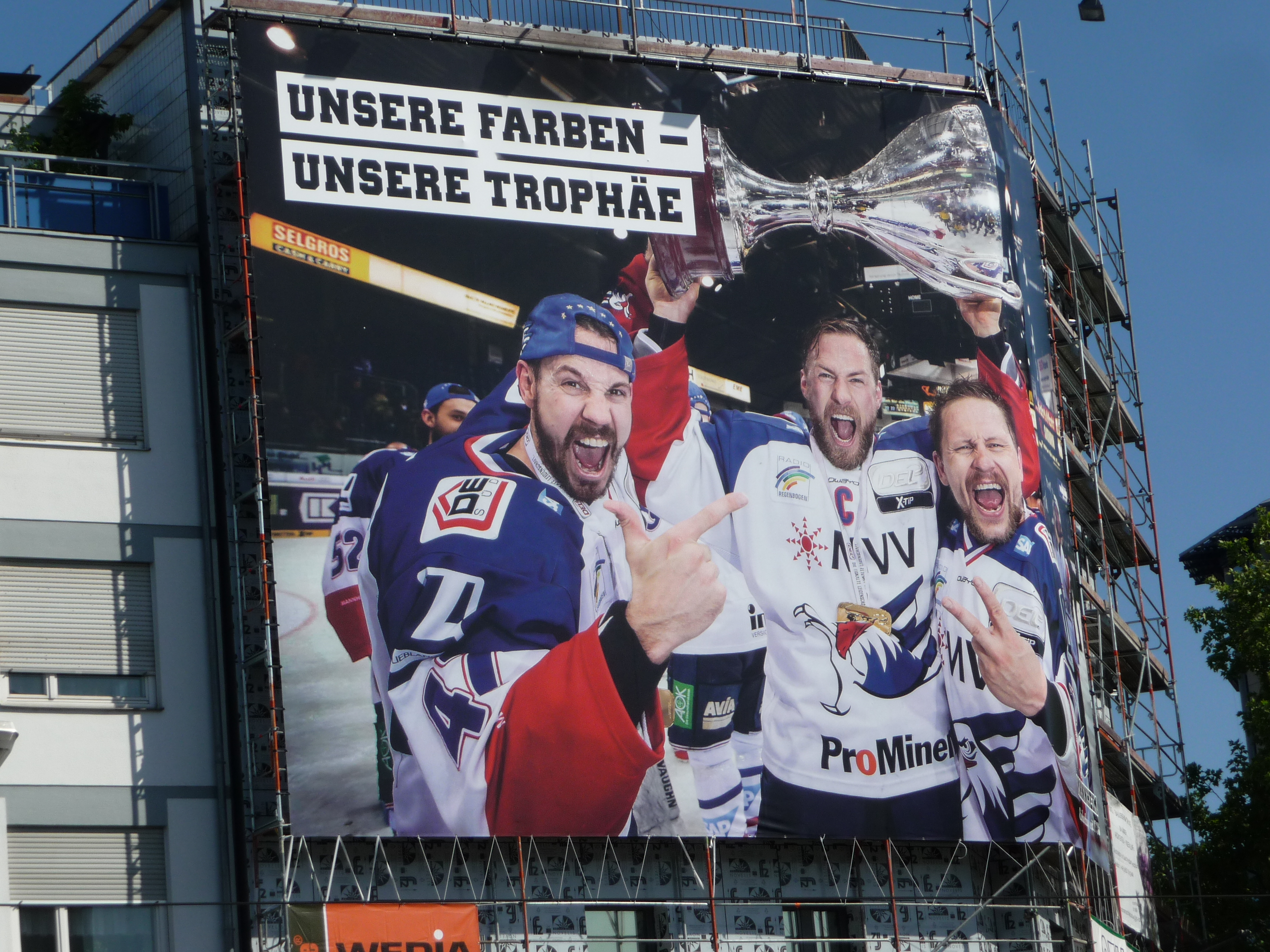
Werbeplakat zur Meisterschaft 2015

Nach drei in der Bilanz durchwachsenen Spielzeiten trennten sich die Adler Mannheim und Harold Kreis am 31. Dezember 2013 während der laufenden Saison 2013/2014 nach einer Niederlagenserie einvernehmlich. Kreis’ Nachfolger wurde Hans Zach. Nachdem die Adler die Vorrunde auf dem 4. Platz abgeschlossen hatten, scheiterte man im Viertelfinale der Playoffs an den Kölner Haien, die die Serie mit 4:1 für sich entschieden. Nach dem Ausscheiden im Viertelfinale gegen die Kölner Haie verkündete Hans Zach seine endgültige Rückkehr in den Ruhestand. Zachs Nachfolger, Geoff Ward, wurde am 19. Juni 2014 im Rahmen einer Pressekonferenz vorgestellt und unterzeichnete einen 3-Jahres-Vertrag.

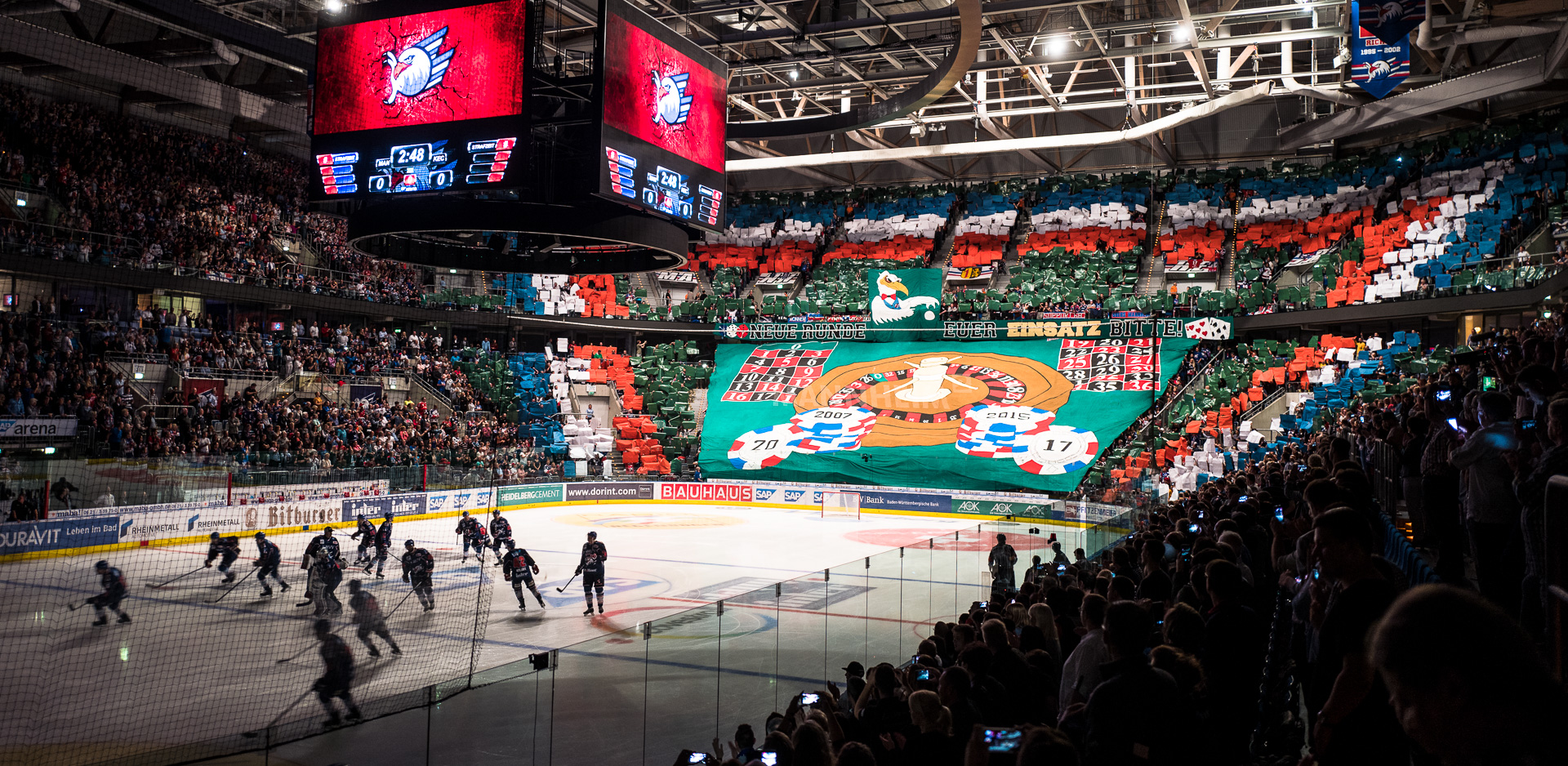
Choreografie zum ersten Heimspiel der Saison 2016/17

Die Hauptrunde der Saison 2014/2015 wurde von Mannheim mit neun Punkten Vorsprung vor dem zweitplatzierten EHC Red Bull München klar gewonnen. In den Play-offs gewannen die Adler im Viertelfinale gegen die Nürnberg Ice Tigers mit 4:1 Siegen deutlich. Das Halbfinale gegen die Grizzly Adams Wolfsburg gewannen die Adler Mannheim mit 4:0-Siegen. Dabei gelang das Novum, dass die Adler in drei der Spiele einen 0:3-Rückstand aufholen und in einen Sieg drehen konnten. Im Finale traf Mannheim auf den ERC Ingolstadt. Obwohl Ingolstadt das dritte Spiel in der Mannheimer SAP Arena mit 1:6 deutlich für sich entschied und so in der Finalserie mit 2:1 in Führung ging, konnten die Adler die Serie drehen und gewannen die restlichen Finalspiele. Mit 4:2-Siegen wurden die Adler Mannheim somit zum siebten Mal Deutscher Meister.
Nach dem Weggang von Meister-Trainer Geoff Ward war die Saison 2015/16 durch äußerst durchwachsene Phasen gezeichnet. Längere Siegesserien wechselten mit Niederlagenserien ab – dabei erreichte das Team zweimal acht Niederlagen in Folge und damit die längste Niederlagenserie in der DEL-Geschichte des Teams und die längste des MERC seit der Bundesliga-Saison 1970/71, in welcher die Mannschaft 30 Niederlagen in Folge erlitt. Bereits im Februar trennten sich die Adler von Cheftrainer Greg Ireland, der erst zu Saisonbeginn als Nachfolger von Geoff Ward vorgestellt worden war. Als Nachfolger wurde Irelands Assistenztrainer Craig Woodcroft zum neuen Cheftrainer ernannt. Die Hauptrunde 2015/16 wurde schließlich auf dem 10. Rang abgeschlossen. In den folgenden Pre-Playoffs gegen die Kölner Haie unterlag die Mannschaft in der Serie mit 1:2.
Im Mai 2016 wurde der Kanadier Sean Simpson als neuer Cheftrainer engagiert. „Seans Erfolge sprechen für sich: Er wurde in Deutschland und der Schweiz Meister, hat den Victoria Cup und den Spengler Cup gewonnen und die Schweizer Nationalmannschaft bei der WM 2013 zur Silbermedaille geführt“, sagte Geschäftsführer Hopp bei der Vorstellung. Die Hauptrunde der Saison 2016/17 wurde unter Simpson als Zweiter hinter München abgeschlossen, in der Viertelfinalserie gegen die Eisbären Berlin verloren die Adler im siebten Spiel nach Verlängerung. Insgesamt gelang es Sean Simpson nicht, die in ihn gestellten Erwartungen zu erfüllen.
Anfang Dezember 2017 wurden Cheftrainer Simpson, sein Assistent Colin Muller sowie Manager Teal Fowler entlassen. „Nach den enttäuschenden Auftritten und den jüngsten Ergebnissen sehen wir uns zu einem Neuanfang im Bereich der Sportlichen Führung verpflichtet“, wurde Geschäftsführer Daniel Hopp angesichts dieser Dreierentlassung zitiert. Die Adler standen zu diesem Zeitpunkt auf dem siebten Tabellenrang. Als neuer Cheftrainer bis zum Saisonende wurde Bill Stewart verpflichtet, der bereits von 2000 bis 2004 als Cheftrainer der Adler agiert hatte.

### Sportliche Neuausrichtung 2018 und die achte Meisterschaft
Ende Februar 2018 gaben die Adler die Verpflichtung des Schweden Jan-Axel Alavaara als Sportmanager ab dem 1. Juli 2018 bekannt. Mit Beginn der Spielzeit 2018/19 trat Pavel Gross seinen Dienst als Cheftrainer der Adler Mannheim an. Als Assistenztrainer wurden Mike Pellegrims und Pertti Hasanen verpflichtet. Die Adler schlossen die Hauptrunde 2018/19 auf Tabellenplatz 1 mit einem Punkteschnitt von 2,23 ab, dem Höchstwert in der DEL-Geschichte. Nach der erfolgreichen Hauptrunde ging Mannheim als Favorit in die Meisterrunde und erfüllte die Erwartungen: Mit Siegen gegen die Ice Tigers im Viertelfinale und gegen die Kölner Haie im Halbfinale (mit einem 4:0-Sweep) erreichten die Adler die Endspielserie gegen den EHC Red Bull München. Nach einer Auftaktniederlage gewann die Mannschaft alle folgenden vier Spiele gegen den EHC und gewann die achte deutsche Meisterschaft der Vereinsgeschichte. Adler-Torhüter Dennis Endras wurde als wertvollster Spieler der Finalserie und Joonas Lehtivuori als DEL-Verteidiger des Jahres ausgezeichnet. Der 18-jährige Nachwuchsverteidiger Moritz Seider erhielt die Auszeichnung als Rookie des Jahres.
In der Saison 2019/20 taten sich die Adler schwer, konstant gute Ergebnisse zu erzielen. Zum Jahresende hin hatten die Adler zehn Spiele in Folge gewonnen und sicherten sich am letzten Spieltag den zweiten Tabellenplatz. Topscorer der Adler war mit 49 Punkten aus 50 Spielen Borna Rendulić. Darüber hinaus überzeugte „Super-Talent“ Tim Stützle mit 34 Punkten aus 41 Spielen. Die DEL-Saison wurde im März 2020 aufgrund der COVID-19-Pandemie in Deutschland während der Pre-Playoffs abgebrochen. Auch die Folgesaison musste aufgrund steigender Infektionszahlen und der daraus resultierenden Corona-Verordnungen mehrfach verschoben werden.
Äußerungen von Pavel Gross im Kontext der Corona-Pandemie sorgten kurz vor dem Jahreswechsel 2021/22 für ein Zerwürfnis zwischen Gross und Adler-Gesellschafter Daniel Hopp. Dieser warf Gross vor, mit seiner Kritik an den politischen Entscheidungen die Werte des Clubs zu verletzen und somit eine Position zu beziehen, die der seines Arbeitgebers entgegenstünde. Zudem wurden die Trainingsmethoden von Pavel Gross kritisiert, der verletzte oder vormals Corona-positive Spieler zu schnell im Training belastet habe. Nach einer Aussprache zwischen Geschäftsführer und Trainer verkündeten die Adler am Neujahrstag 2022, die Differenzen seien beigelegt. Nach zwei Niederlagen an einem Wochenende trennten sich die auf Platz fünf der DEL-Tabelle stehenden Adler Mannheim im März 2022 von Pavel Gross und Mike Pellegrims. Drei Spieltage vor den Playoffs übernahm Bill Stewart das Traineramt, als Co-Trainer wurden Jochen Hecht und Marcel Goc verpflichtet. Mit 3:1 Siegen gegen die Straubing Tigers zogen die Adler anschließend in das Playoff-Halbfinale gegen die Eisbären Berlin ein, scheiterten aber an diesen. Nach der Saison gaben die Adler bekannt, auch für die Folgesaison auf das Trainergespann Stewart, Hecht und Goc zu setzen. Nach zehn Saisons in Diensten der Adler entschied sich Torhüter Dennis Endras die Adler zu verlassen und kehrte zu den Augsburger Panthern zurück.
In der Saison 2022/23 gelang es den Adlern nicht, konstant gute Leistungen abzurufen. Aufgrund einer Niederlagen-Serie kurz vor Ende der Hauptrunde beendeten die Adler diese auf Rang drei. Nach der Saison verpflichteten die Adler den Schweden Johan Lundskog als Nachfolger von Bill Stewart.
Nach einem grundsätzlich geglückten Start in die Saison 2023/24 belegten die Adler Mannheim in der Champions Hockey League in der Vorrundentabelle Platz 1 aller teilnehmenden europäischen Teams und auch die ersten Spiele gegen die Rivalen aus München, Berlin und Köln sowie das Derby gegen die Löwen Frankfurt konnten allesamt gewonnen werden. Es folgten allerdings eine Serie von Niederlagen und ein frühes Ausscheiden in der Champions Hockey League, sodass die Adler Mannheim sich am 27. November sowohl von Sportmanager Jan-Axel Alavaara als auch von Headcoach Johan Lundskog und seinem Co-Trainer Jeff Hill trennten. Nachfolger in Personalunion wurde der NHL-erfahrene Headcoach Dallas Eakins. Als neuer Co-Trainer wurde Marcel Goc an die Seite von Curt Fraser bestellt.

## Mannschaft

### Kader der Saison 2024/25
Stand: 2. Juli 2025
| Nr. | Nat.               | Spieler             | Pos. | Geburtsdatum      | im Team seit | Geburtsort                          |
| --- | ------------------ | ------------------- | ---- | ----------------- | ------------ | ----------------------------------- |
| 56  | Deutschland        | Maximilian Franzreb | G    | 18. August 1996   | 2025         | Bad Tölz, Deutschland               |
| 67  | Deutschland        | Leon Willerscheid   | G    | 10. April 2005    | 2023         | Brühl, Deutschland                  |
| 5   |                    | Tobias Fohrler      | D    | 6. September 1997 | 2024         | Troisdorf, Deutschland              |
| 9   | Deutschland        | Leon Gawanke        | D    | 31. Mai 1999      | 2024         | Berlin, Deutschland                 |
| 7   | Kanada             | John Gilmour        | D    | 17. Mai 1993      | 2023         | Montréal, Québec, Kanada            |
| 49  | Deutschland        | Lukas Kälble        | D    | 13. Oktober 1997  | 2024         | Mannheim, Deutschland               |
|     |                    | Nick Mähler         | D    | 30. April 2006    | 2023         | Pilsen, Tschechien                  |
| 52  | Kanada             | Nicolas Mattinen    | D    | 5. März 1998      | 2025         | Orleans, Ontario, Kanada            |
|     | Kanada             | Dan Renouf          | D    | 1. Juni 1994      | 2025         | Pickering, Ontario, Kanada          |
| 8   | Deutschland        | Colin Schlenker     | D    | 8. April 2006     | 2024         | Villingen-Schwenningen, Deutschland |
|     |                    | Hayden Shaw         | D    | 5. Juni 1996      | 2025         | Woodbury, Minnesota, USA            |
| 21  | Kanada             | Kris Bennett        | C    | 6. Januar 1996    | 2023         | Brampton, Ontario, Kanada           |
| 28  | Deutschland        | Alexander Ehl       | W    | 28. November 1999 | 2025         | Landshut, Deutschland               |
| 19  | Vereinigte Staaten | Luke Esposito       | C    | 18. Oktober 1993  | 2024         | Greenwich, Connecticut, USA         |
| 86  | Deutschland        | Maximilian Heim     | F    | 22. Oktober 2003  | 2024         | Stuttgart, Deutschland              |
| 34  | Deutschland        | Tom Kühnhackl – A   | RW   | 21. Januar 1992   | 2023         | Landshut, Deutschland               |
| 65  | Deutschland        | Marc Michaelis – C  | LW   | 31. Juli 1995     | 2024         | Mannheim, Deutschland               |
| 39  | Deutschland        | Max Penkin          | C    | 11. Juni 2009     | 2021         | Mannheim, Deutschland               |
| 22  | Deutschland        | Matthias Plachta    | LW   | 16. Mai 1991      | 2016         | Freiburg im Breisgau, Deutschland   |
| 27  | Deutschland        | Yannick Proske      | F    | 10. Juni 2003     | 2023         | Weißwasser/Oberlausitz, Deutschland |
| 11  |                    | Kristian Reichel    | C    | 11. Juni 1998     | 2024         | Litvínov, Tschechien                |
| 74  | Deutschland        | Justin Schütz       | LW   | 24. Juni 2000     | 2025         | Kassel, Deutschland                 |
| 73  | Vereinigte Staaten | Zach Solow          | C    | 6. November 1998  | 2025         | Naples, Florida, USA                |
| 26  | Deutschland        | Samuel Soramies     | C    | 30. Juni 1998     | 2024         | Heidelberg, Deutschland             |
| 16  |                    | Eric Uba            | RW   | 17. Dezember 2000 | 2024         | Kitchener, Ontario, Kanada          |

Trainerstab
| Tätigkeit         |                    | Name          | Geburtsdatum     | Im Team seit | Geburtsort              |
| ----------------- | ------------------ | ------------- | ---------------- | ------------ | ----------------------- |
| Cheftrainer       | Vereinigte Staaten | Dallas Eakins | 27. Februar 1967 | 2023         | Dade City, Florida, USA |
| Assistenz-Trainer | Vereinigte Staaten | Curt Fraser   | 12. Januar 1958  | 2023         | Cincinnati, Ohio, USA   |
| Assistenz-Trainer | Deutschland        | Marcel Goc    | 24. August 1983  | 2023         | Calw, Deutschland       |
| Torwart-Trainer   | Finnland           | Petri Vehanen | 9. Oktober 1977  | 2021         | Rauma, Finnland         |

### Bilder aktueller Spieler

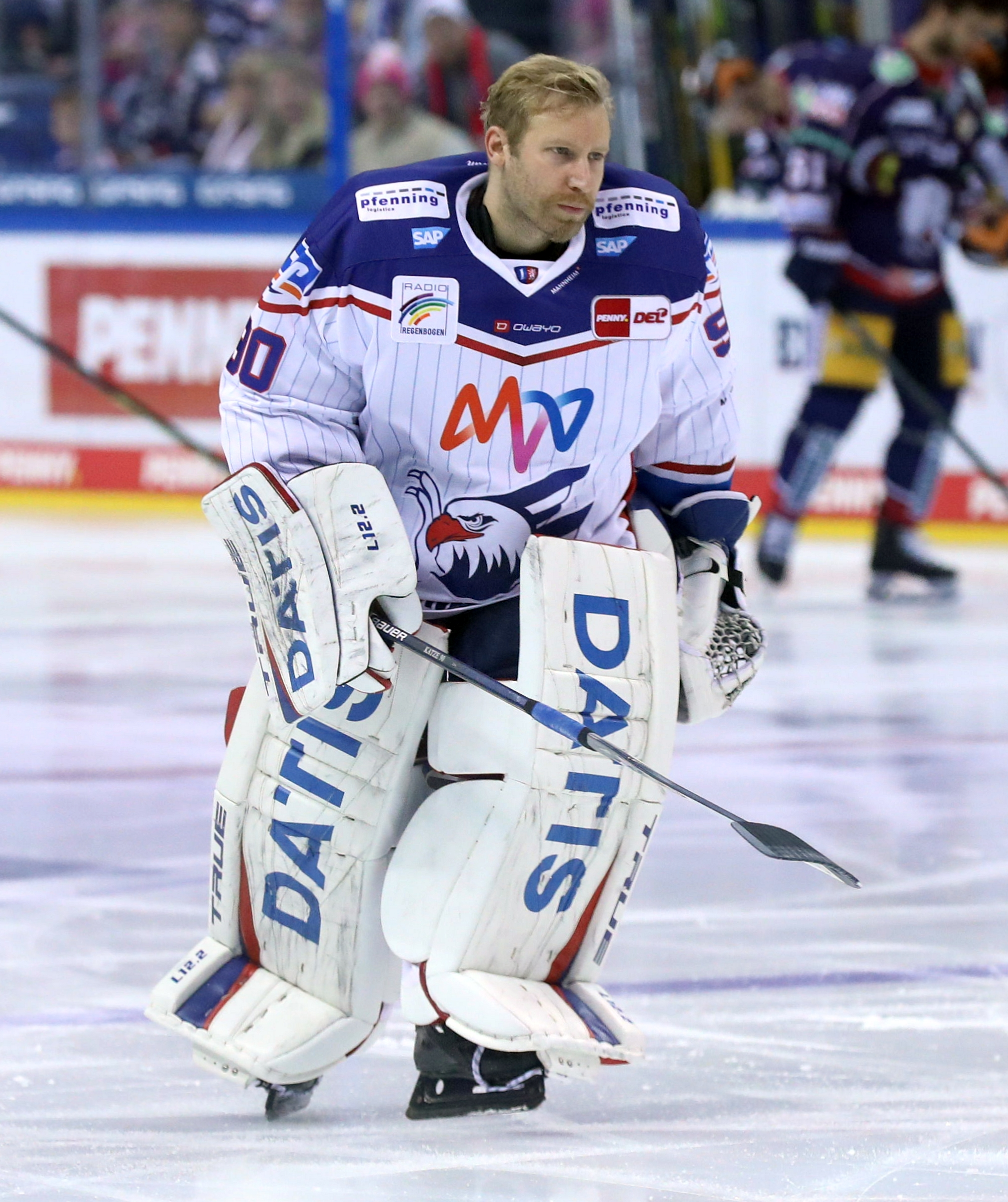
Felix Brückmann
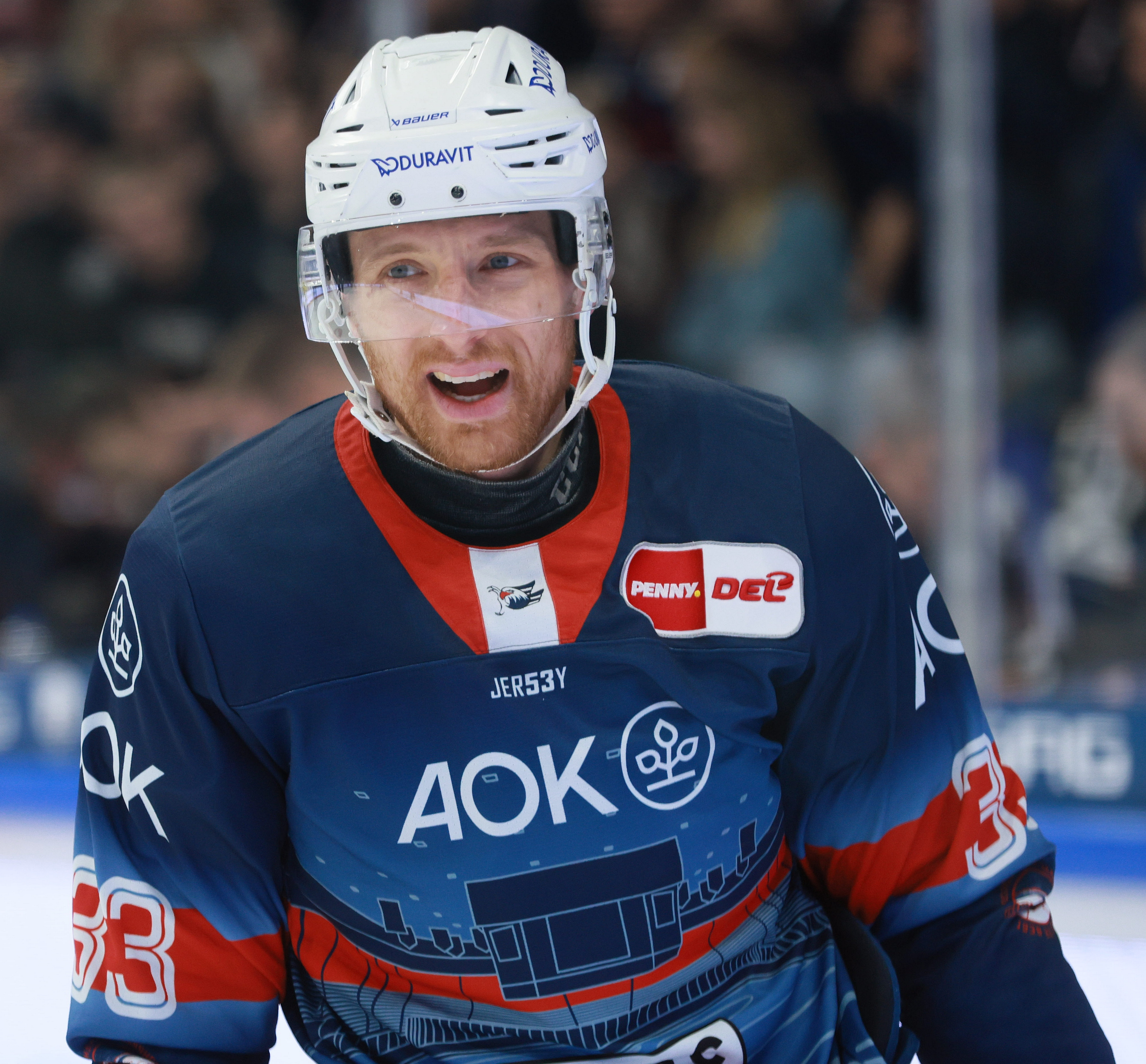
Markus Hännikäinen
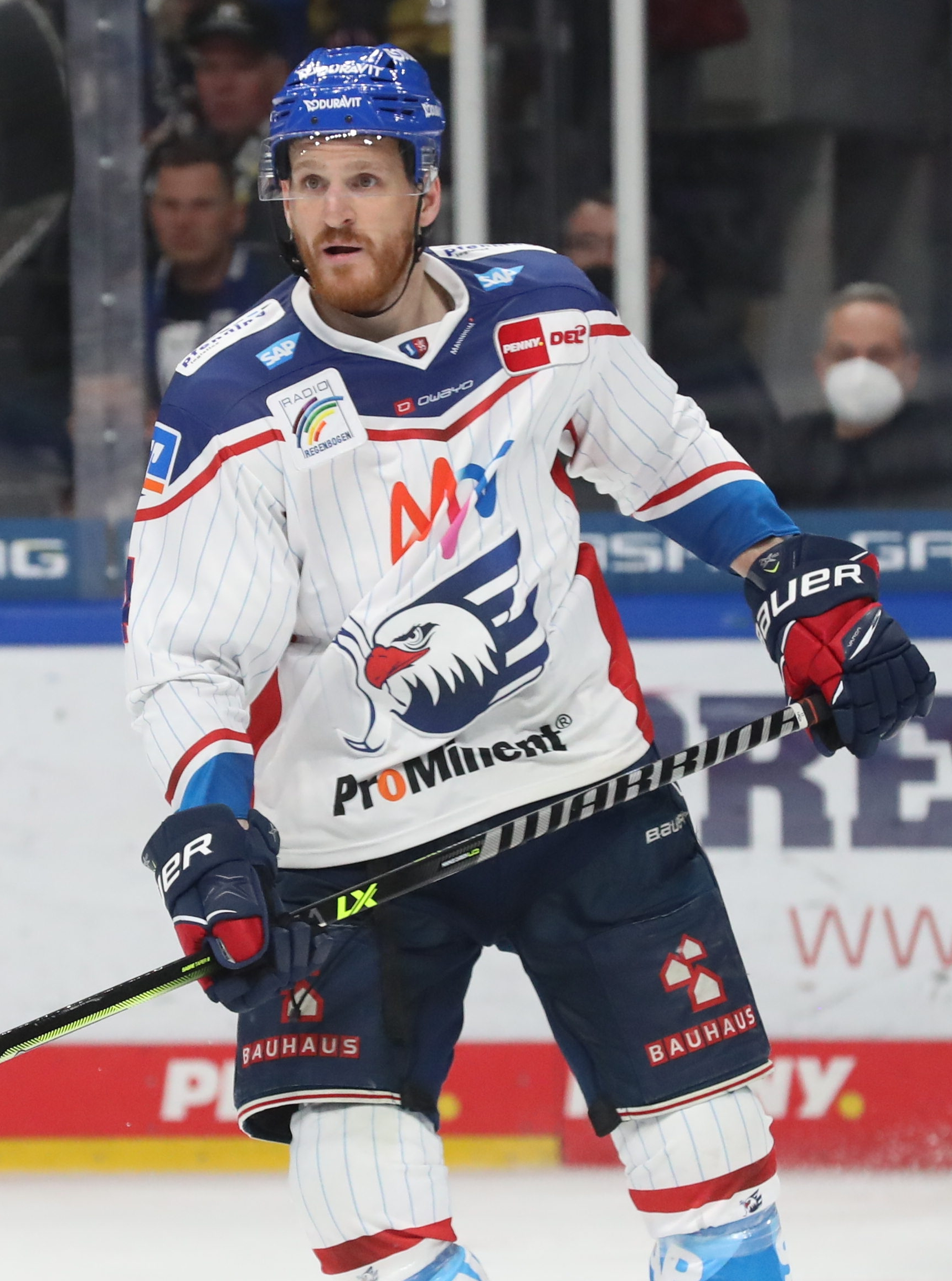
Korbinian Holzer
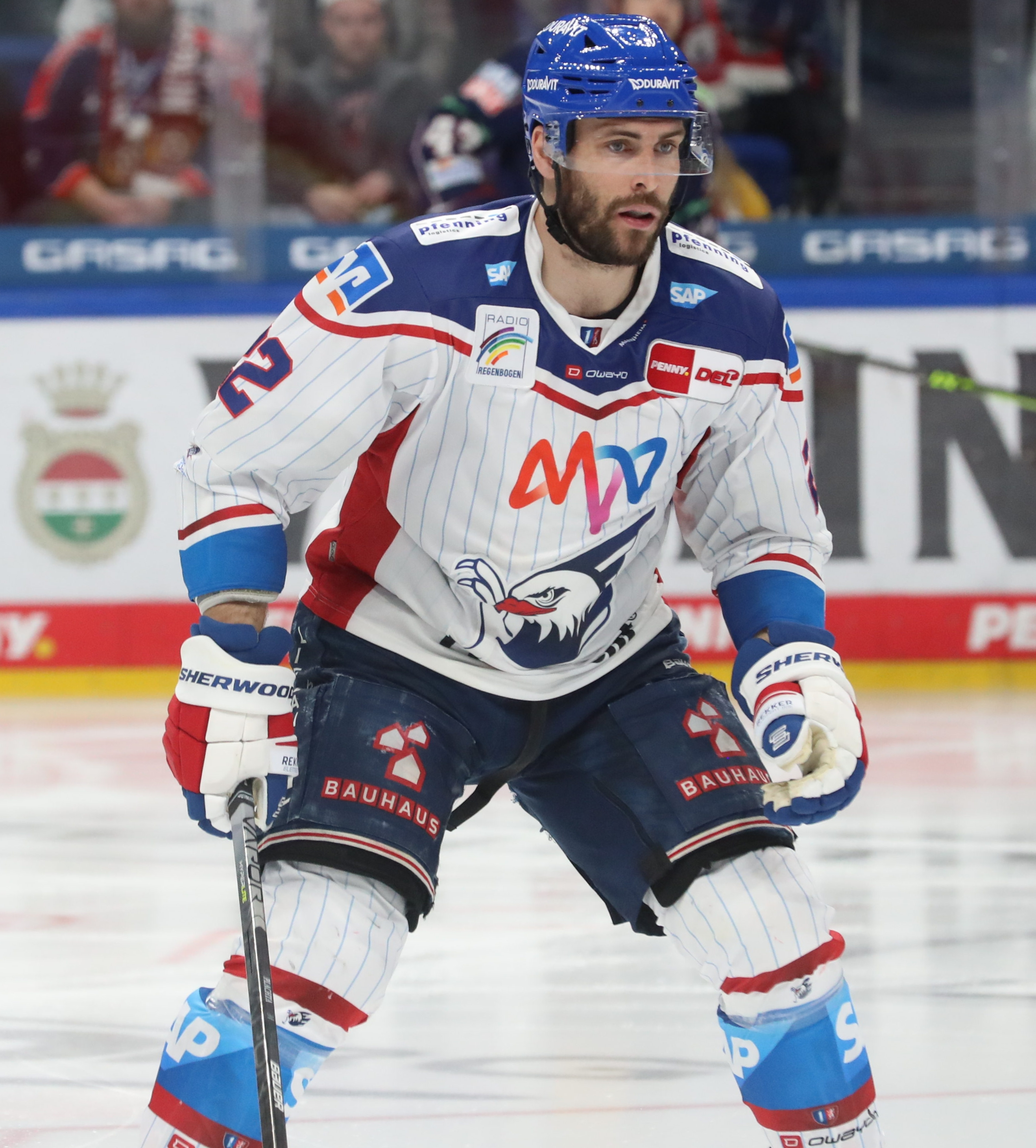
Matthias Plachta
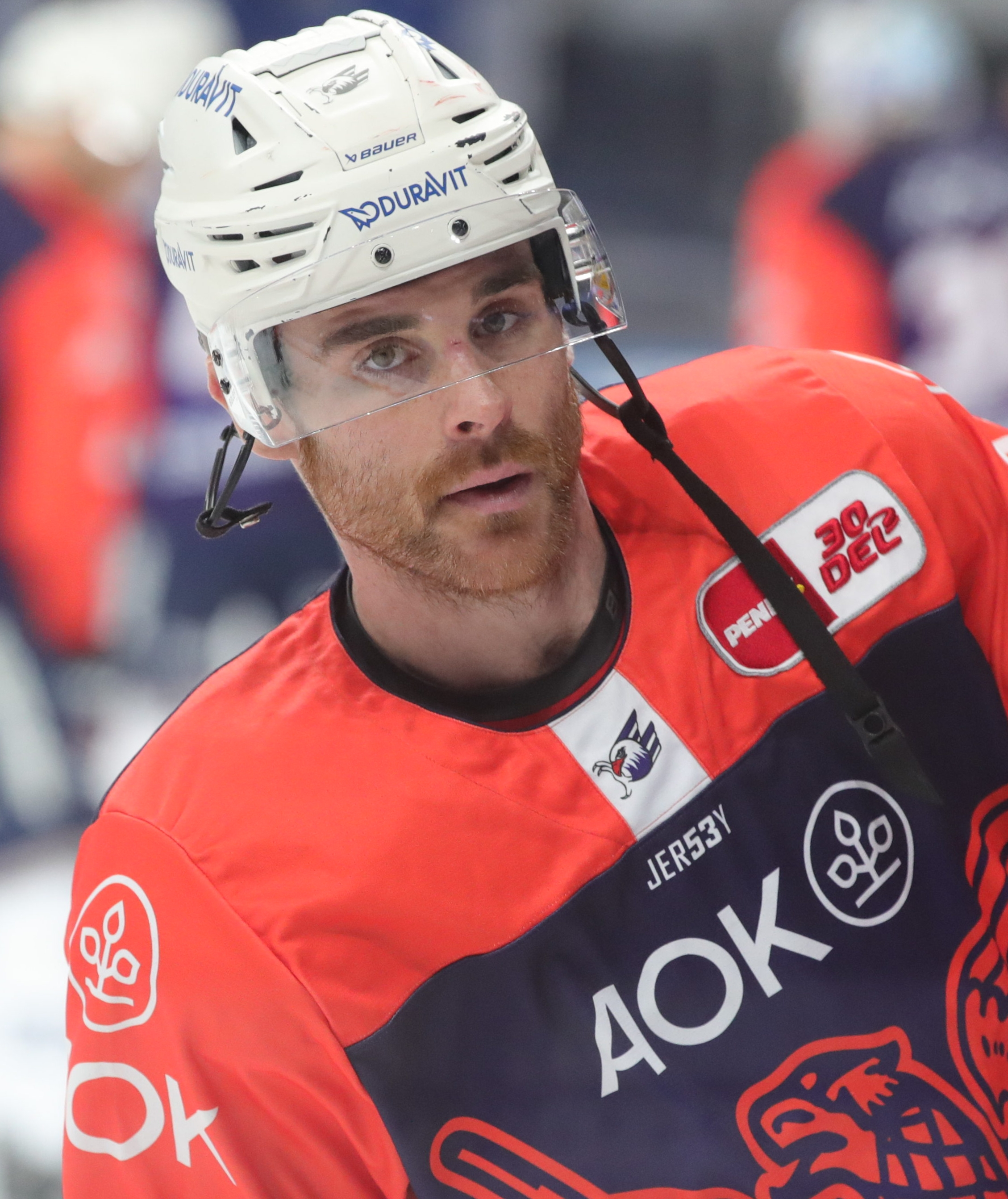
Jordan Szwarz
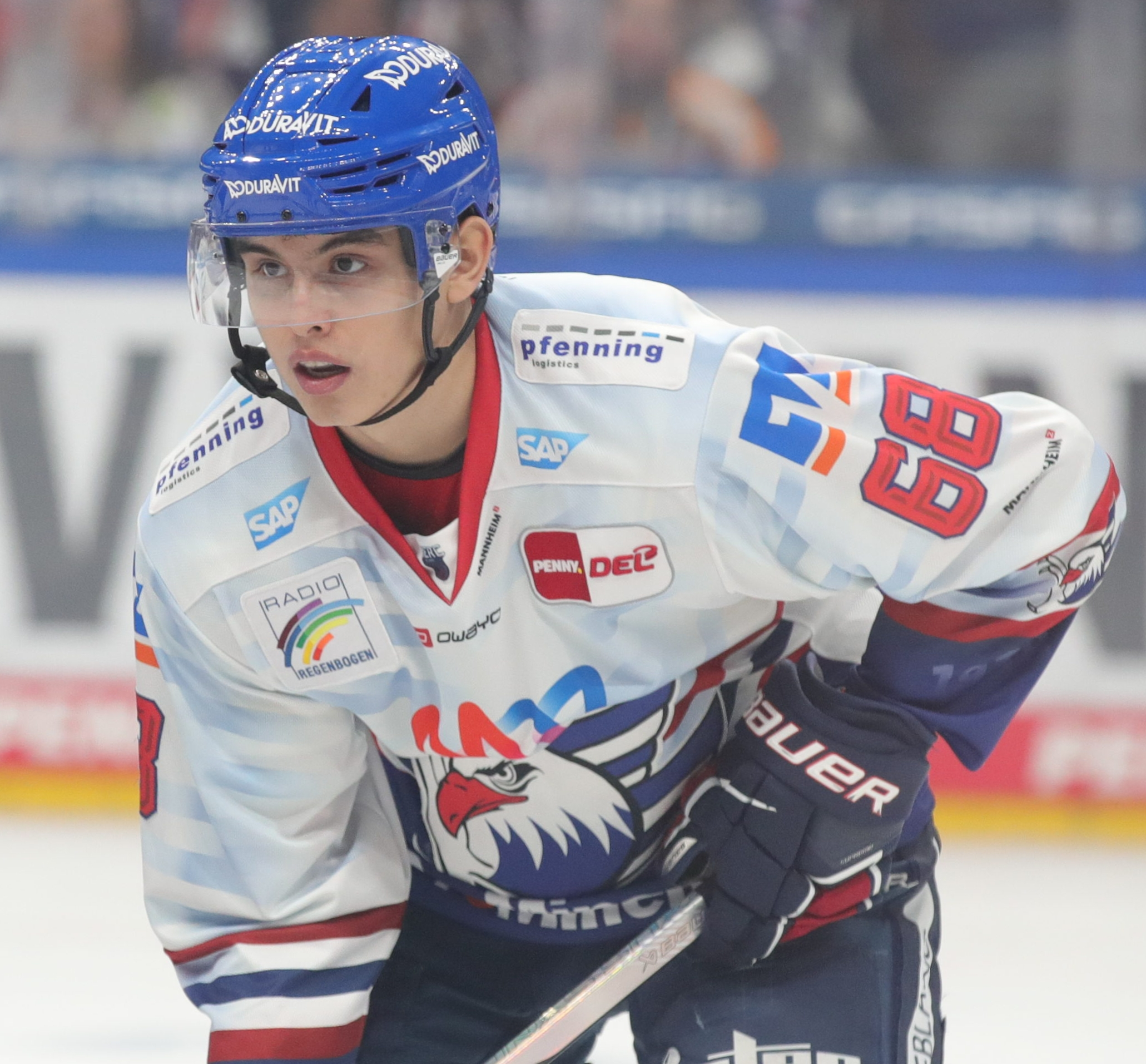
Fabrizio Pilu
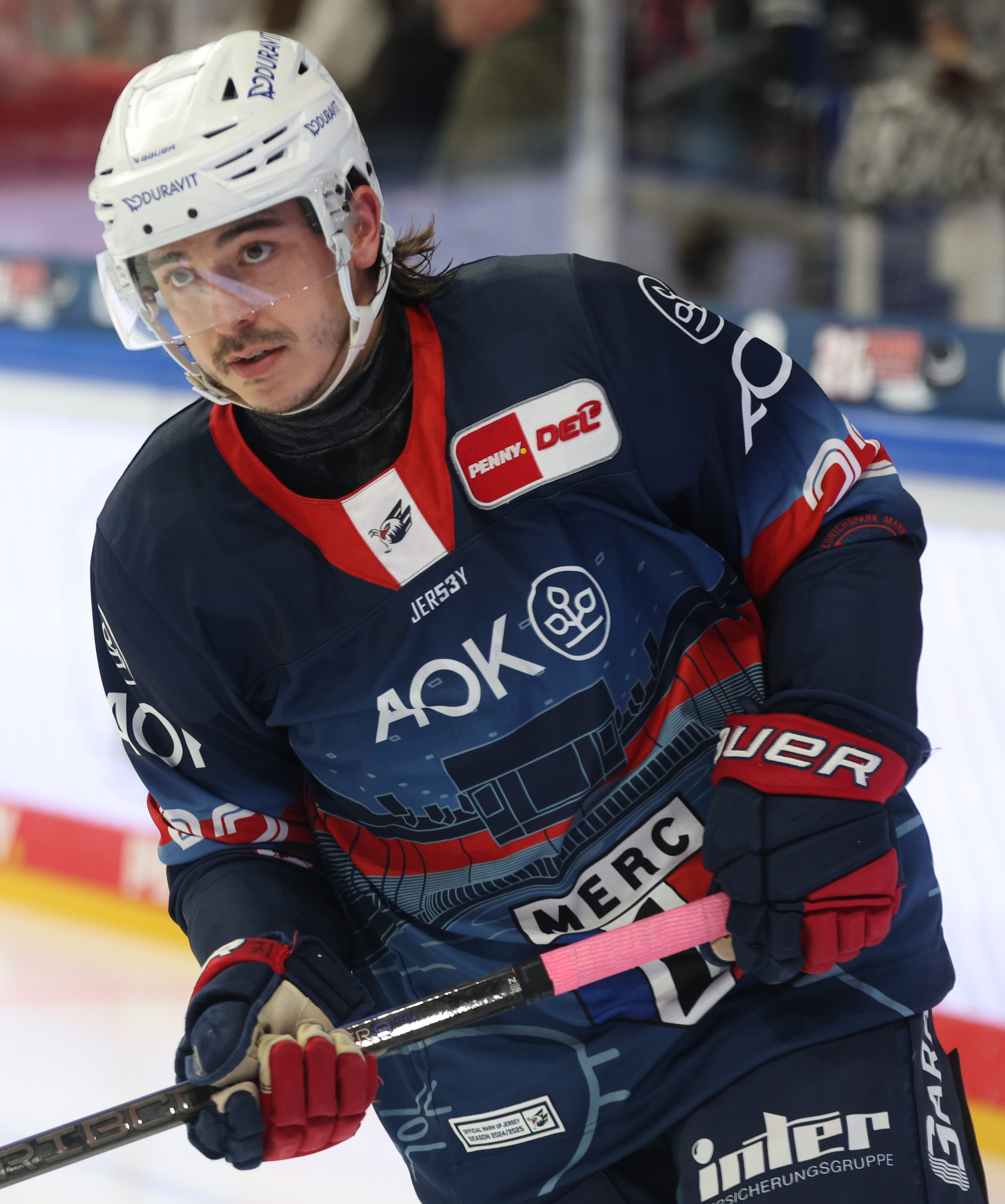
Daniel Fischbuch
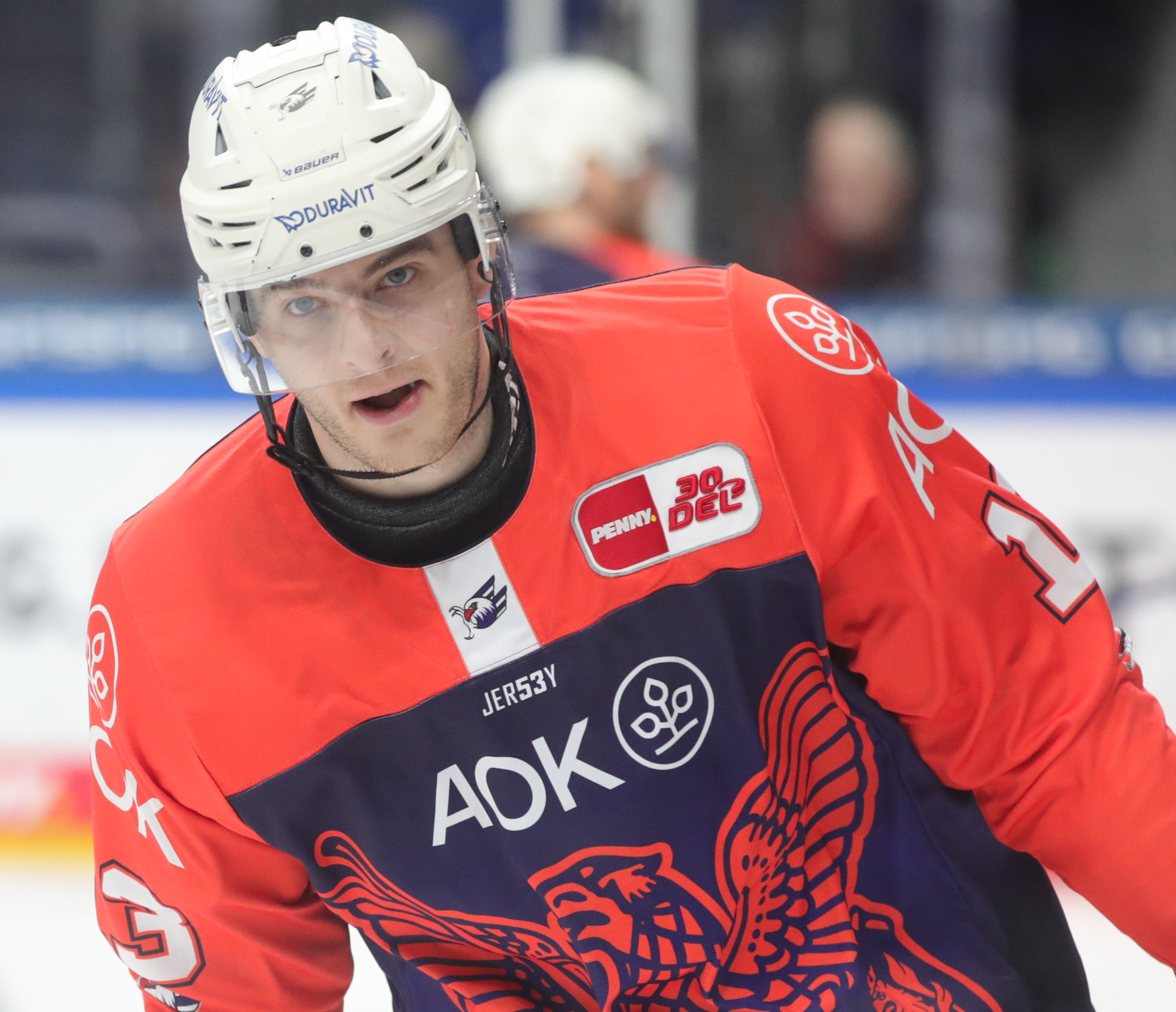
Stefan Loibl
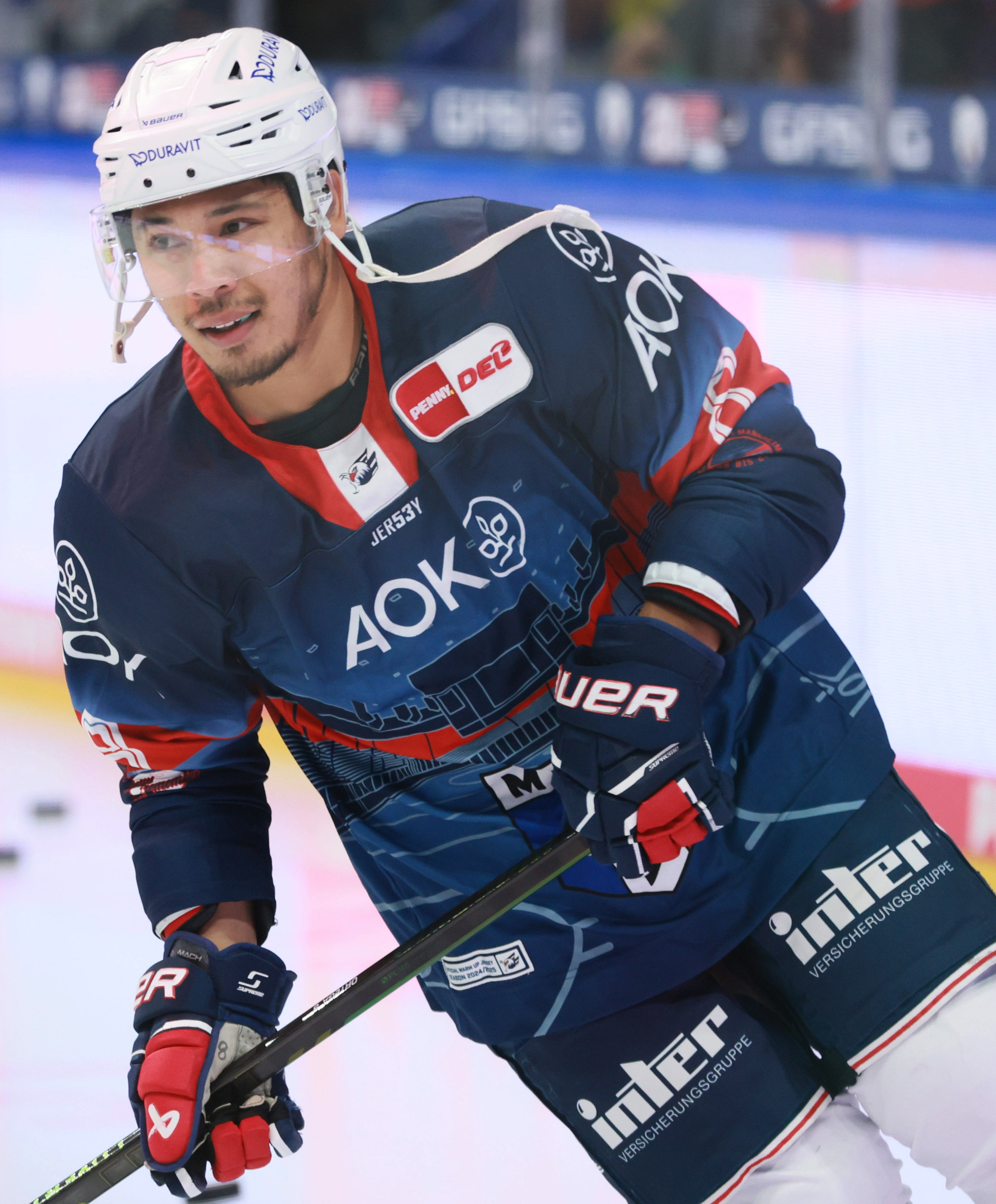
Austin Ortega
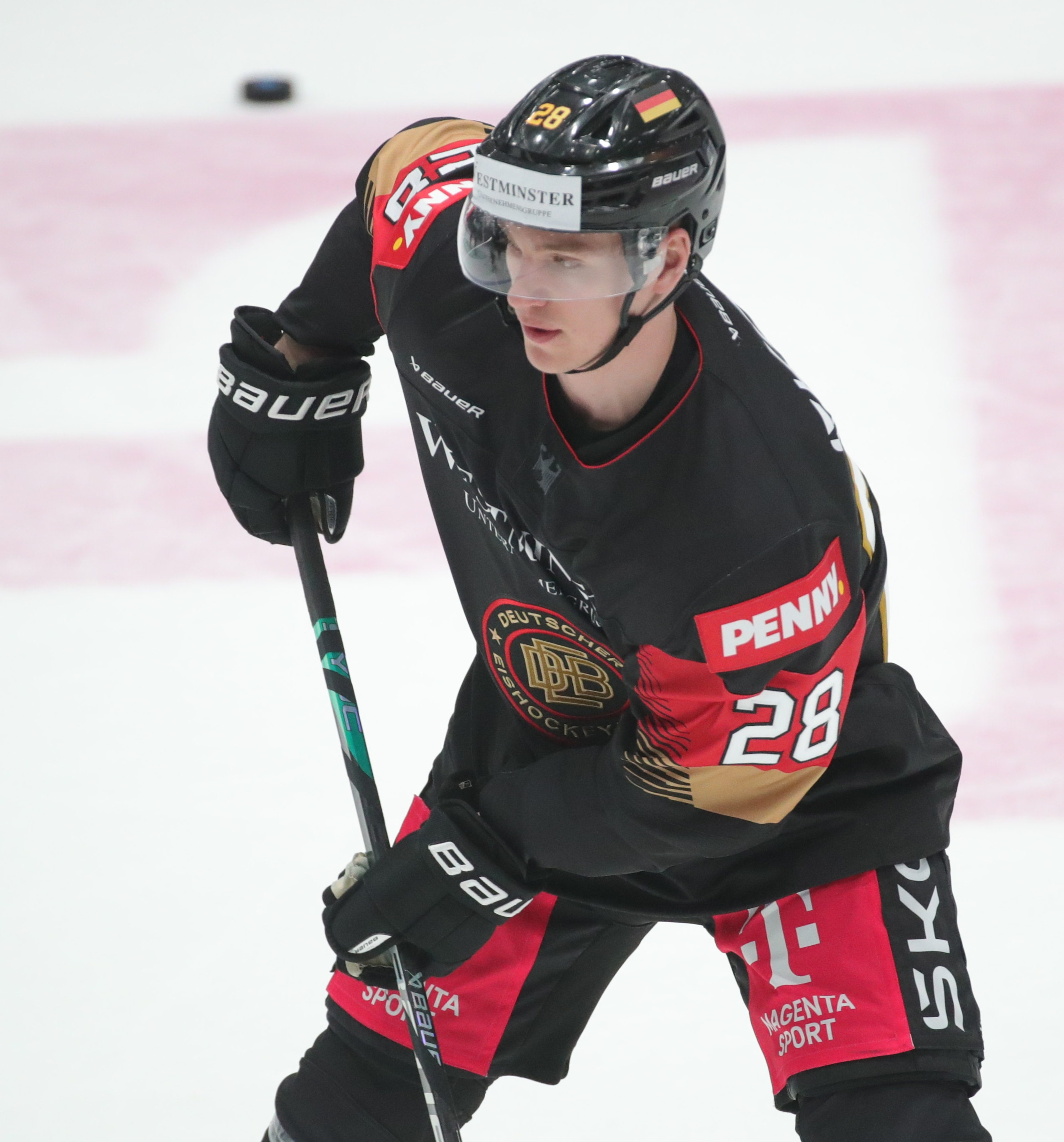
Samuel Soramies
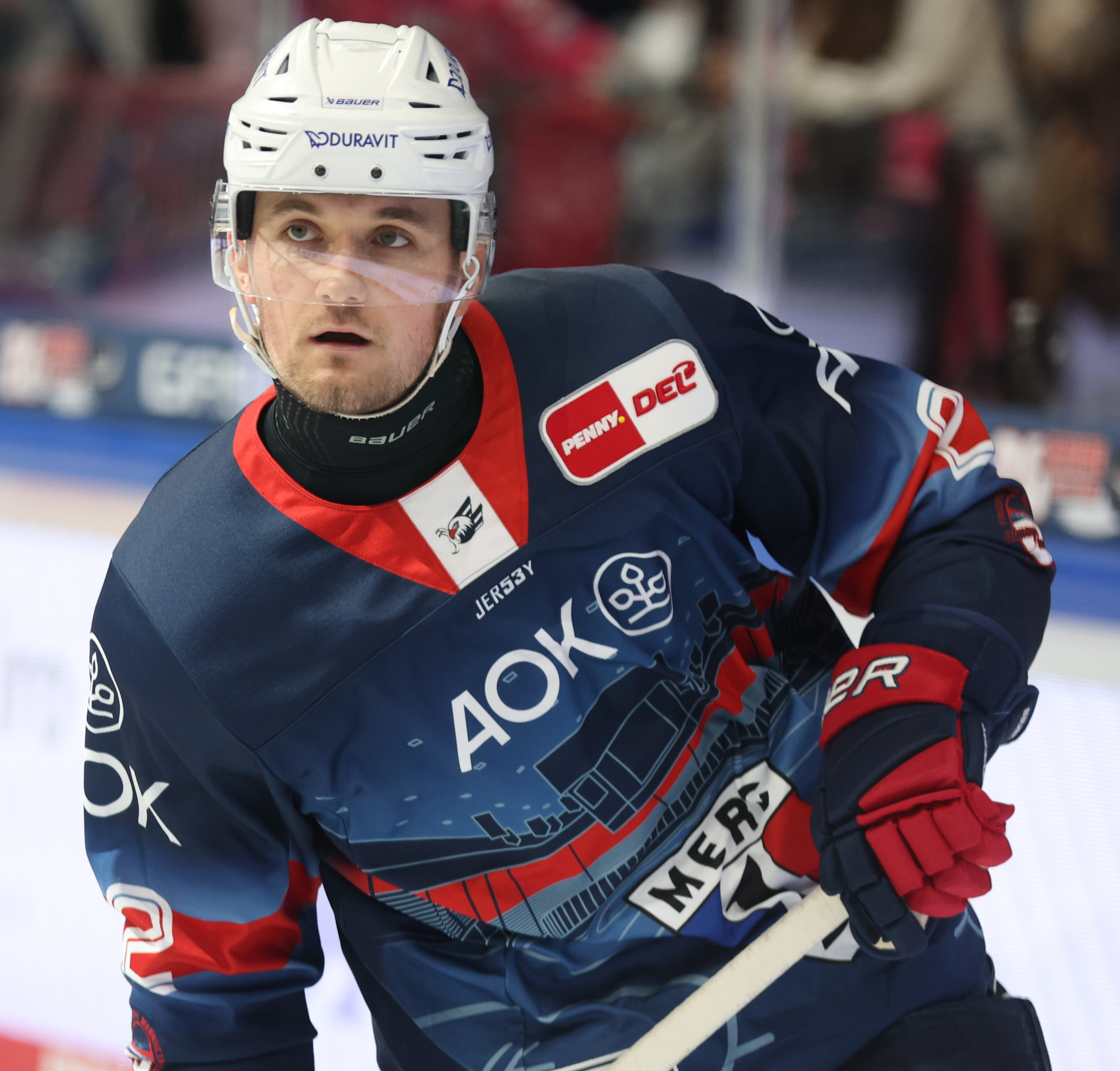
Kristian Reichel

### Bedeutende frühere Mannschaften

#### Deutscher Meister 1980

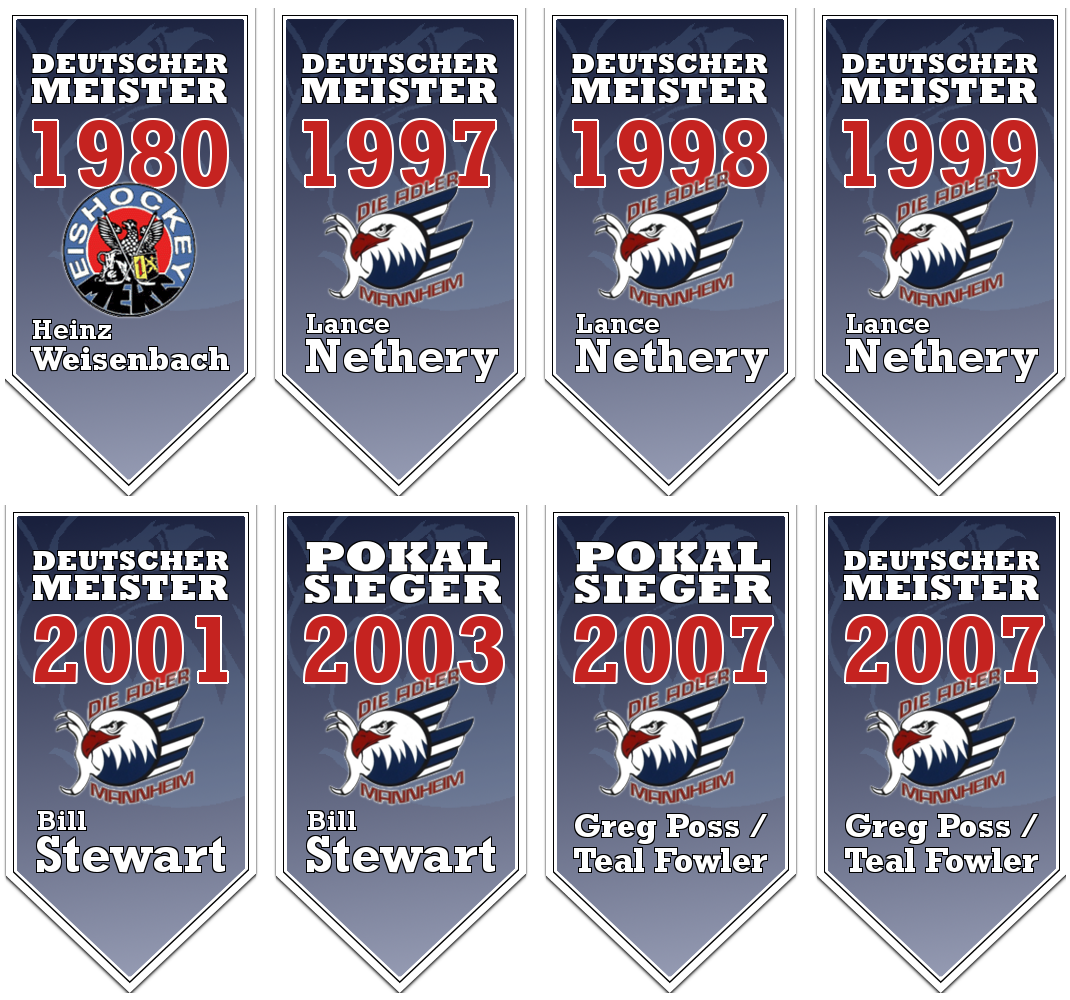
Meisterschaftsbanner in der SAP Arena

| Position      | Name |
| Tor:          | Erich Weishaupt, Joachim Casper |
| Verteidigung: | Harold Kreis, Werner Jahn, Brent Meeke, Boguslav Malinowski, Norbert Mundo                                                                                                |
| Sturm:        | Marcus Kuhl, Ron Andruff, Holger Meitinger, Peter Obresa, Manfred Wolf, Dan Djakalovic, Peter Ascherl, Elias Vorlicek, Klaus Mangold, Jürgen Adams, Jörg Etz, Roy Roedger |
| Trainer:      | Heinz Weisenbach |

#### Deutscher Meister 1997
| Position      | Name |
| Tor:          | Joachim Appel, Mike Rosati |
| Verteidigung: | Harold Kreis, Paul Stanton, Christian Lukes, Bob Nardella, Alexander Erdmann, Stéphane Richer, Martin Ulrich, Mike Pellegrims |
| Sturm:        | Steve Thornton, Mario Gehrig, Pavel Gross, Dave Tomlinson, Daniel Körber, Robert Cimetta, François Guay, Jochen Hecht, Florian Keller, Till Feser, Philippe Bozon, Tommie Hartogs, Alexander Serikow, Christian Pouget, Dieter Kalt, Paul Beraldo |
| Trainer:      | Lance Nethery |

#### Deutscher Meister 1998
| Position      | Name |
| Tor:          | Klaus Merk, Mike Rosati, Christian Künast |
| Verteidigung: | Gordon Hynes, Paul Stanton, Christian Lukes, Mike Posma, Christopher Felix, Stéphane Richer, Martin Ulrich, Mike Pellegrims, Alexander Erdmann                                                              |
| Sturm:        | Mario Gehrig, Pavel Gross, Dave Tomlinson, Philippe Bozon, Rob Cimetta, François Guay, Jochen Hecht, Ole Dahlström, Mike Hudson, Alexander Serikow, Christian Pouget, Ron Pasco, Daniel Marois, Dieter Kalt |
| Trainer:      | Lance Nethery |

#### Deutscher Meister 1999
| Position      | Name |
| Tor:          | Sven Rampf, Pavel Cagaš, Danny Lorenz, Helmut de Raaf |
| Verteidigung: | Gordon Hynes, Paul Stanton, Reid Simonton, Christian Lukes, Denis Perez, Stéphane Richer, Mike Pellegrims, Michael De Angelis                                                                   |
| Sturm:        | Pavel Gross, Dave Tomlinson, Philippe Bozon, Kevin Miehm, Jason Young, Ron Pasco, Mike Hudson, Alexander Serikow, Christian Pouget, Mike Stevens, Philip Schumacher, Jan Alston, Jackson Penney |
| Trainer:      | Lance Nethery |

#### Deutscher Meister 2001

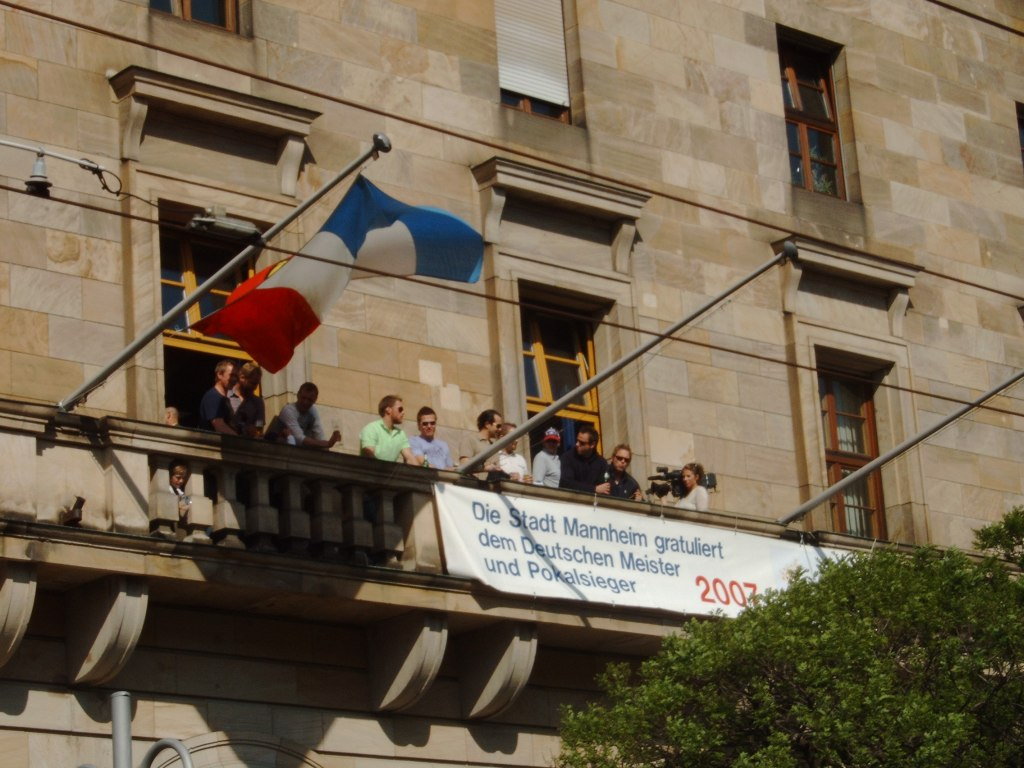
Die Mannschaft bei der Meisterfeier 2006/07

| Position      | Name |
| Tor:          | Mike Rosati, Robert Müller, Helmut de Raaf |
| Verteidigung: | Bradley Bergen, Andy Roach, Christian Lukes, François Groleau, Stephane Richer, Yves Racine, Dennis Seidenberg, Gordon Hynes, Michael Bakos                                                                              |
| Sturm:        | Mark Etz, Dave Tomlinson, Steve Junker, Wayne Hynes, Devin Edgerton, Ron Pasco, Mark Pederson, Georg Hessel, Todd Hlushko, Mike Stevens, Jan Alston, Jean-François Jomphe, Daniel Hilpert, Chris Straube, Jackson Penney |
| Trainer:      | Bill Stewart |

#### Deutscher Meister 2007
| Position      | Name |
| Tor:          | Jean-Marc Pelletier, Ilpo Kauhanen, Danny aus den Birken, Robert Müller |
| Verteidigung: | Blake Sloan, Sven Butenschön, Pascal Trépanier, François Bouchard, Martin Ančička, Felix Petermann, Stephan Retzer |
| Sturm:        | Nathan Robinson, Eduard Lewandowski, Jason Jaspers, Tomáš Martinec, Christoph Ullmann, René Corbet, Colin Forbes, Rico Fata, Jeff Shantz, François Méthot, Ronny Arendt, Marcus Kink, Rick Girard, Fabio Carciola, Sachar Blank |
| Trainer:      | Greg Poss (Chef-Trainer), Teal Fowler (Co-Trainer) |

#### Deutscher Meister 2015
| Position      | Name |
| Tor:          | Dennis Endras, Youri Ziffzer |
| Verteidigung: | Sinan Akdağ, Dominik Bittner, Christopher Fischer, Kurtis Foster, Nikolai Goc, Bobby Raymond, Denis Reul, Danny Richmond, Steve Wagner                                                                            |
| Sturm:        | Ronny Arendt, Martin Buchwieser, Jochen Hecht, Mirko Höfflin, Kai Hospelt, Andrew Joudrey, Marcus Kink, Frank Mauer, Glen Metropolit, Matthias Plachta, Jon Rheault, Jamie Tardif, Christoph Ullmann, Brandon Yip |
| Trainer:      | Geoff Ward (Chef-Trainer), Jay Leach (Co-Trainer), Craig Woodcroft (Co-Trainer), Brian Daccord (Torhütertrainer)                                                                                                  |

#### Deutscher Meister 2019
| Position      | Name |
| Tor:          | Dennis Endras, Chet Pickard |
| Verteidigung: | Sinan Akdağ, Mark Katic, Cody Lampl, Joonas Lehtivuori, Thomas Larkin, Brendan Mikkelson, Janik Möser, Denis Reul, Moritz Seider |
| Sturm:        | Luke Adam, Tim Bernhardt, Andrew Desjardins, Markus Eisenschmid, Garret Festerling, Marcel Goc, Tommi Huhtala, Phil Hungerecker, Marcus Kink, Chad Kolarik, Nico Krämmer, Alex Lambacher, Matthias Plachta, Brent Raedeke, Ben Smith, David Wolf |
| Trainer:      | Pavel Gross (Chef-Trainer), Mike Pellegrims (Assistenz-Trainer), Pertti Hasanen (Assistenz-Trainer), Benedikt Weichert (Torwart-Trainer), Rostislav Haas (Torwart-Trainer)                                                                       |

### Bilder ehemaliger Spieler (Deutsche Meister)

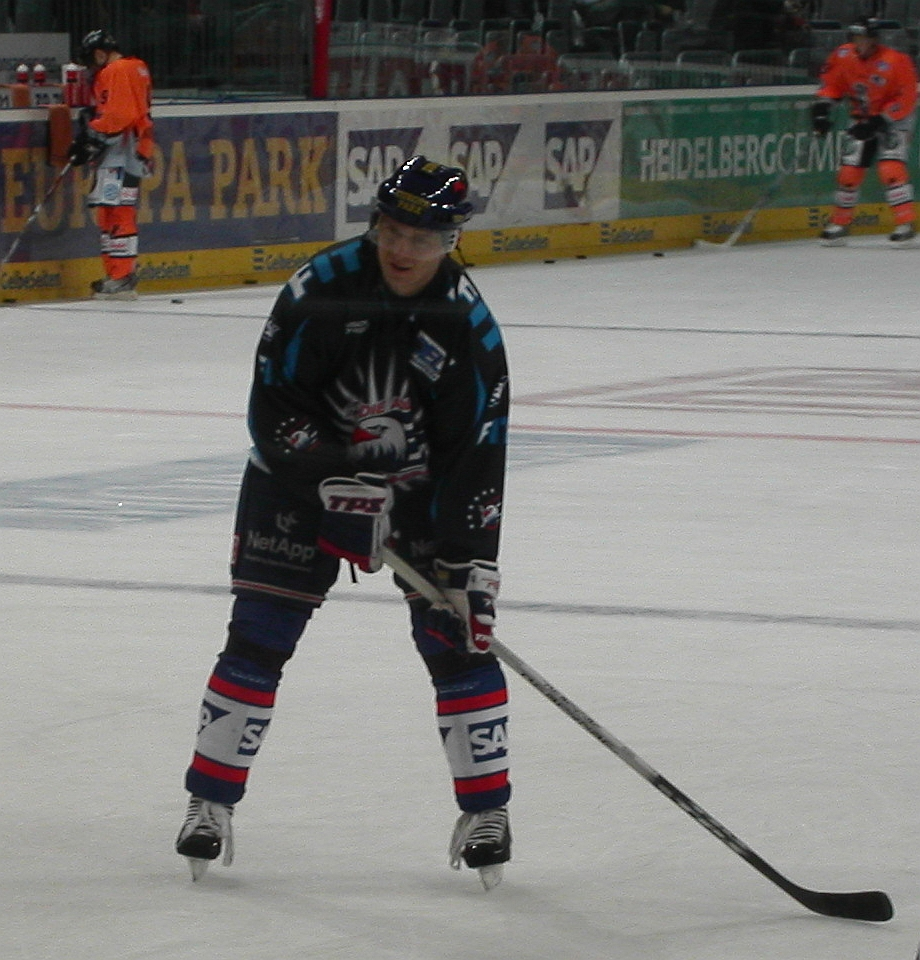
Martin Ančička
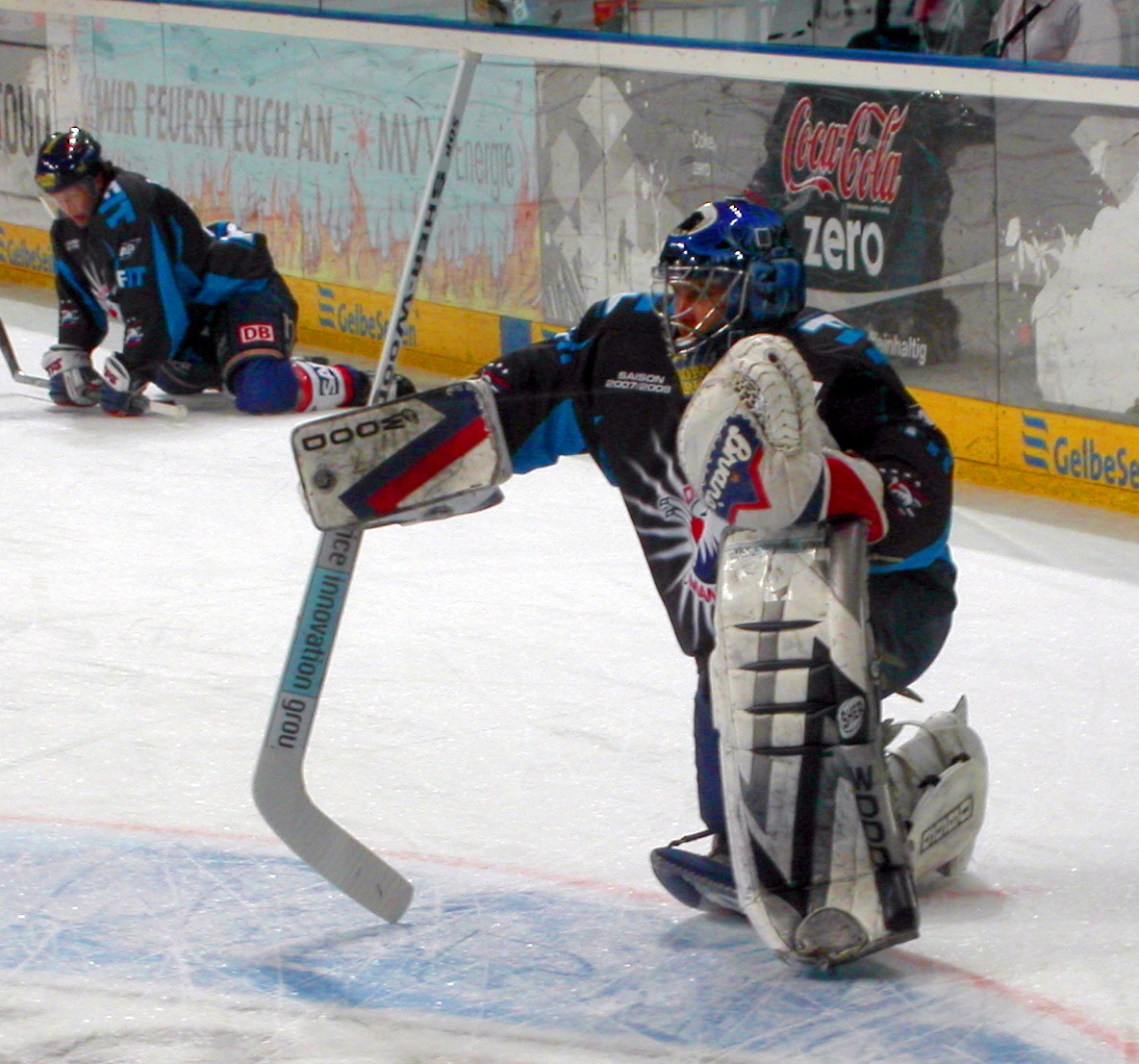
Ilpo Kauhanen
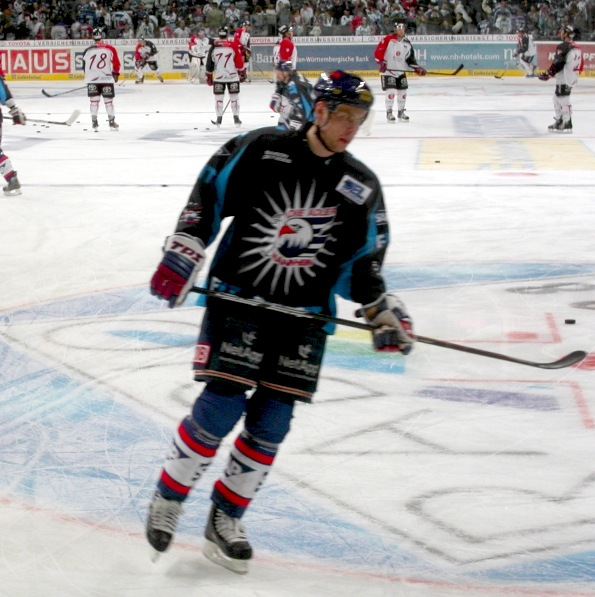
Eduard Lewandowski
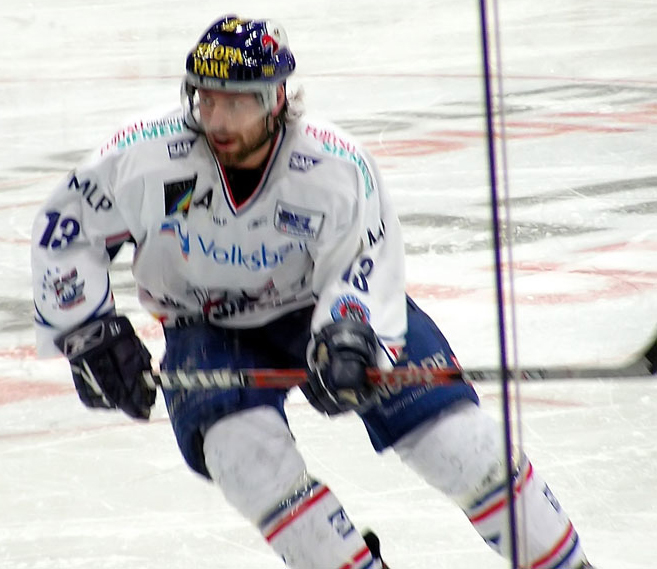
Tomáš Martinec
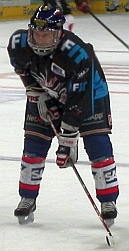
Jason Jaspers
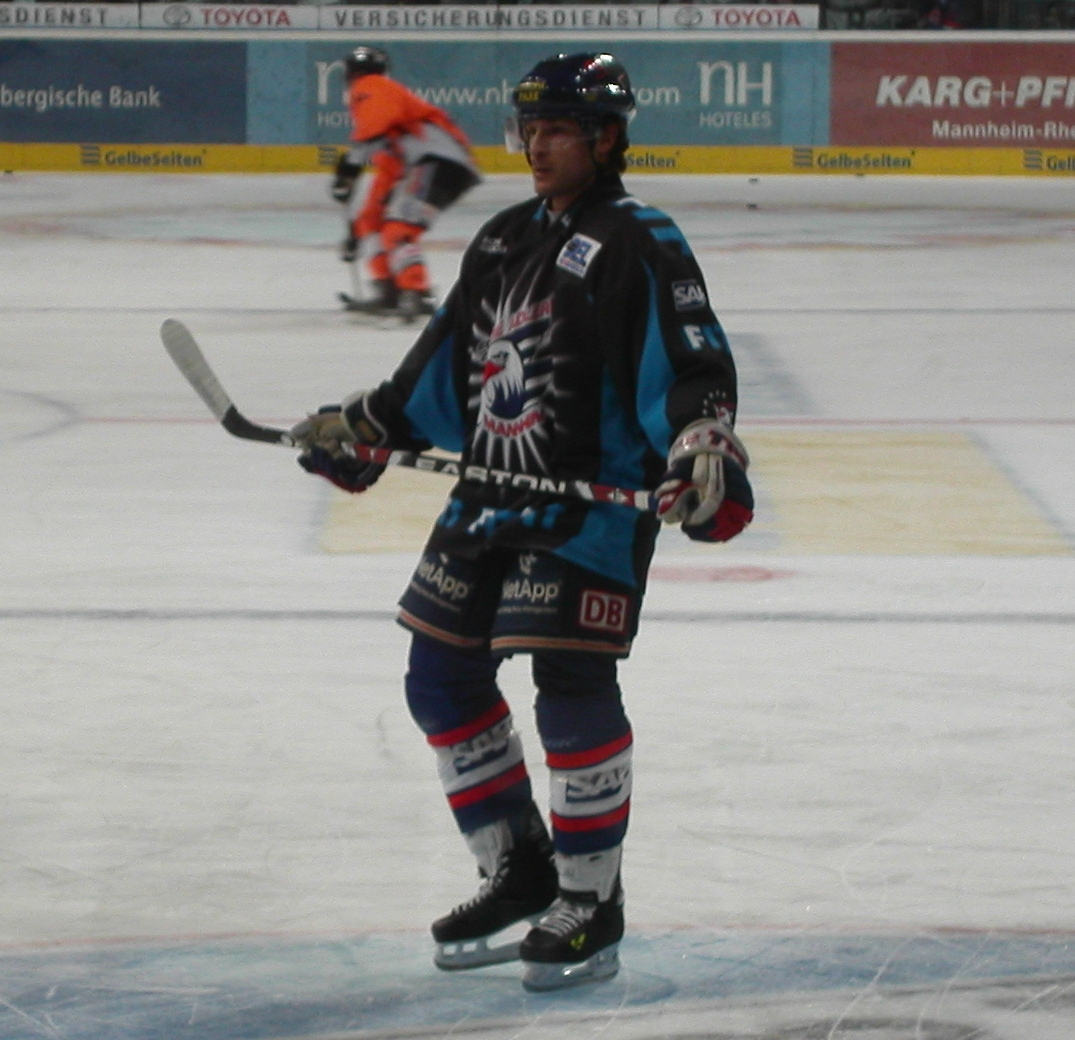
Blake Sloan
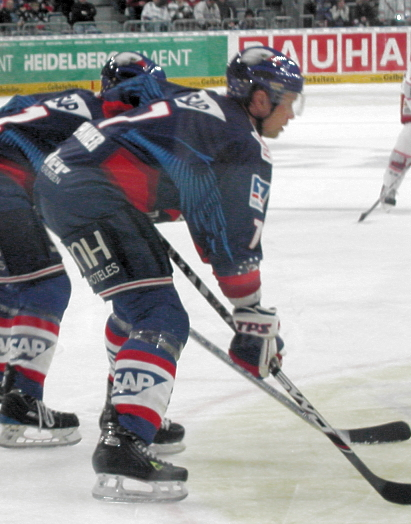
Pascal Trépanier
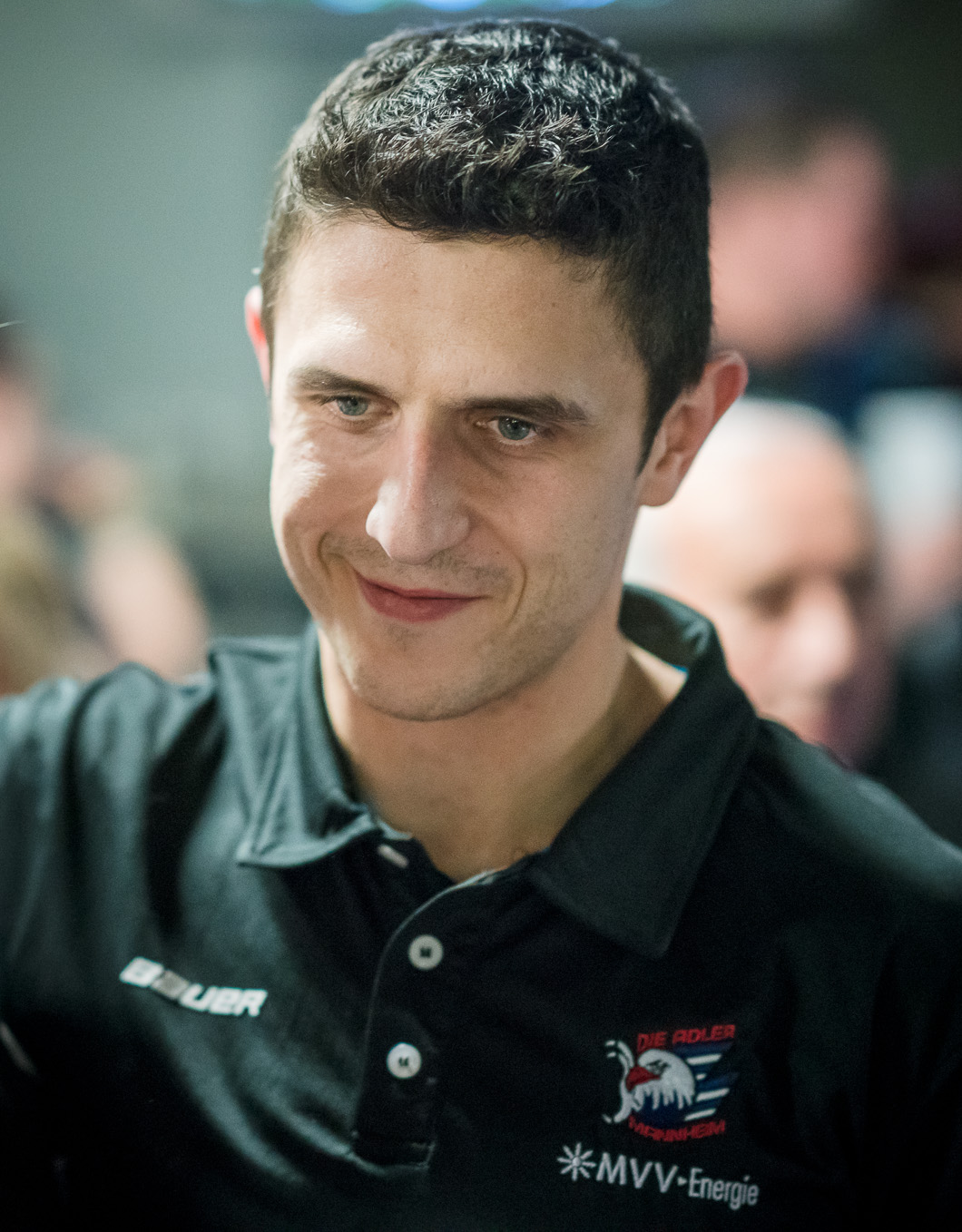
Marcel Goc

## Spieler

### Gesperrte Trikotnummern
Bislang wurden die Rückennummern von 12 Spielern aufgrund ihrer Verdienste für den Verein „gesperrt“, das heißt, sie werden nicht mehr an aktive Spieler vergeben. Zur Erinnerung an die Ausgezeichneten wurden Banner mit den entsprechenden Nummern unter dem Dach der SAP-Arena angebracht.

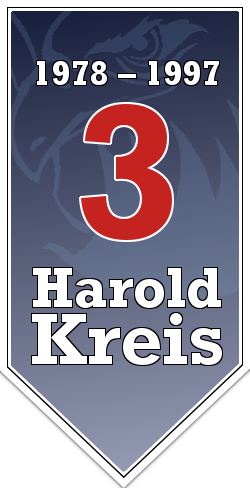
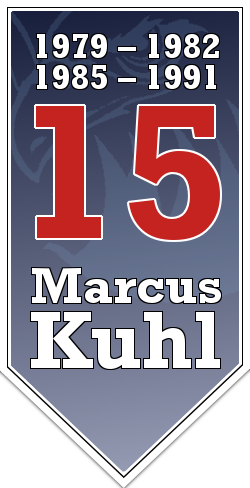
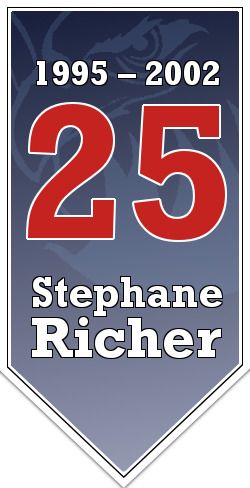

- Nummer 2
 Werner Lorenz
(Verteidigung, 1956–1964)
Als jüngster Mannheimer Torschütze erzielte der gebürtige Ludwigshafener 1954 sein erstes Tor im Alter von 17 Jahren und 25 Tagen. In seinen 750 Spielen für den MERC erlebte er die Gründung der Eishockey-Bundesliga 1958 und die Etablierung des Vereins in der obersten Liga.
- Nummer 3
 Harold Kreis
(Verteidigung, 1978–1997, Trainer 2010–2013)
Der gebürtige Kanadier spielte von 1978 bis 1997 für den Mannheimer ERC und die Adler Mannheim und wurde mit dem Team 1980 und 1997 Deutscher Meister. Beim MERC war Kreis lange Jahre Mannschaftskapitän und wurde zudem in Mannheim deutscher Nationalspieler. Nach Beendigung seiner Karriere arbeitete Kreis von 1997 bis 2000 als Co-Trainer bei den Adlern und war von 2010 bis Ende 2013 Cheftrainer der Adler Mannheim.
- Nummer 10
  Kurt Sepp
(Sturm, 1956–1967, Trainer 1967/1968)
1935 in der damaligen Eishockey-Hochburg Füssen geboren, kam Kurt Sepp 1957 zum MERC. In seinen zehn Mannheimer Spielerjahren erzielte er in der Ober- und Bundesliga 115 Tore für seinen Verein. In der Saison 1967/68 setzte er seine Arbeit als Trainer fort. Er ist Mitglied der Hall of Fame Deutschland.
- Nummer 12
 Bruno Guttowski
(Verteidigung, 1955–1964, Trainer 1955/56, 1959–1961, 1969–1972)
Ein Jahr nachdem er mit Krefeld in Mannheim deutscher Meister wurde, kam Bruno Guttowski zum MERC. Als einer der damals besten Verteidiger schoss er in acht Saisons 71 Tore für den MERC. Bei seinem letzten Tor war er 39 Jahre, einen Monat und 28 Tage alt und ist damit der älteste Torschütze des Mannheimer Eishockeys. Erst während, später nach seiner aktiven Spielerzeit trainierte er den MERC. Der im Alter von 52 Jahren verstorbene Guttowski ist Mitglied der Hall of Fame Deutschland.
- Nummer 15
 Marcus Kuhl
(Sturm, 1979–1982, 1985–1991)
Kuhl spielte von 1979 bis 1982 sowie nach einem dreijährigen Gastspiel beim Kölner EC von 1985 bis 1991 für den Mannheimer ERC und gewann mit dem Team im Jahr 1980 die deutsche Meisterschaft. Zudem trug der Flügelstürmer 160-mal das Trikot der Deutschen Nationalmannschaft. Seit 1994 ist Kuhl als Manager in Mannheim tätig und gewann in dieser Zeit mit den Adlern fünf deutsche Meistertitel.
- Nummer 17
 Marcus Kink
(Sturm, 2004–2019)
Der Stürmer und langjährige Kapitän bestritt 812 Spiele für Mannheim – und ist damit Rekordhalter in Mannheim – und erzielte dabei 98 Tore. Der Silbermedaillengewinner von Pyeongchang gewann 2007, 2015 und 2019 die deutsche Meisterschaft mit den Adlern sowie 2007 den Deutschen Eishockey-Pokal.
- Nummer 20
 René Corbet
(Sturm, 2001–2009)
Der Kanadier trug von 2001 bis 2009 das Trikot der Adler Mannheim und feierte in dieser Zeit die Deutschen Meisterschaften 2007 sowie die Pokalsiege 2003 und 2007. In der National Hockey League spielte Corbet für die Calgary Flames, die Pittsburgh Penguins sowie für die Colorado Avalanche, mit denen er 1996 den Stanley Cup gewinnen konnte. Nach neun Jahren verließ der langjährige Kapitän die Mannheimer.
- Nummer 25
 Stéphane Richer
(Verteidigung, 1995–2002)
Der Kanadier wechselte 1995 aus der NHL zu den Adlern Mannheim, für die er bis 2002 auf dem Eis stand und mit denen er 1997, 1998, 1999 sowie 2001 vier deutsche Meisterschaften gewinnen konnte. Nach Beendigung seiner aktiven Laufbahn arbeitete Richer von 2004 bis 2005 als Chef-Trainer in Mannheim und scheiterte mit den Adlern erst im Play-off-Finale an den Eisbären Berlin.
- Nummer 47
 Christoph Ullmann
(Sturm, 2003–2008, 2011–2018)
Der Stürmer erzielte in 561 DEL-Spielen für die Adler 135 Tore sowie 145 Torvorlagen und war damit über längere Zeit Rekordhalter in Mannheim. 2007 und 2015 gewann er mit Mannheim die deutsche Meisterschaft. Er wurde dreimal für das DEL Allstar-Game nominiert.
- Nummer 55
 Jochen Hecht
(Sturm, 1994–1998, 2004–2005, 2012–2013, 2013–2016)
Jochen Hecht entstammte der Mannheimer Jugend und wurde 1997 und 1998 Deutscher Meister, bevor er in die NHL wechselte. Während des Lockouts war er 2004/05 wieder in Mannheim und wurde Deutscher Vize-Meister. 2013 kehrte er nach Deutschland zurück und war 2015 noch einmal Deutscher Meister mit Mannheim.
- Nummer 57
 Ronny Arendt
(Sturm, 2005–2017)
Ronny Arendt spielte zwölf Jahre in Mannheim. 2007 und 2015 wurde er Deutscher Meister, außerdem 2007 Pokalsieger.
- Nummer 80
 Robert Müller
(Tor, 2000–2002, 2006–2007)
Müller stand zwischen 2000 und 2002 sowie von 2006 bis 2007 im Tor der Adler. In dieser Zeit gewann er zwei seiner insgesamt drei Meisterschaften sowie im Jahr 2007 den DEB-Pokal. Weitere DEL-Stationen des Torhüters waren die Starbulls Rosenheim, die Krefeld Pinguine, die Füchse Duisburg und die Kölner Haie. Zudem bestritt Müller mit der Nationalmannschaft zwei Olympische Spiele und neun Weltmeisterschaften.

### Mitglieder der Hockey Hall of Fame Deutschland
In die „Hall of Fame“ des deutschen Eishockeymuseums werden Persönlichkeiten aufgenommen, die sich um den Eishockeysport in Deutschland verdient gemacht haben. Von den aufgenommenen Akteuren wirkten in Mannheim:
(Teamzugehörigkeit und Position in Klammern)
- Bobby Bell
(1940–1941, Trainer)
Bell trainierte in den 1930er- und 1940er-Jahren verschiedene Schweizer und deutsche Eishockeyvereine. Zudem war der Kanadier von 1936 bis 1939 Übungsleiter der deutschen Nationalmannschaft.
- Friedrich Demmer
(1941–1943, Stürmer)
Demmer nahm 1936 und 1948 mit der Österreichischen Nationalmannschaft an den Olympischen Winterspielen teil und spielte zudem auf Vereinsebene in Deutschland.
- Peter Draisaitl
(1983–1990, 1992–1994, Sturm)
Der 146-malige Deutsche Nationalspieler wurde in Tschechien geboren und spielte von 1983 bis 1990 sowie von 1992 bis 1994, für den MERC, konnte in dieser Zeit jedoch lediglich zweimal Vizemeister werden. Seinen ersten und einzigen Deutschen Meistertitel gewann der Stürmer in der Saison 1994/95 mit den Kölner Haien.
- Walter Feistritzer
(1941–1943, Stürmer)
Feistritzer nahm mit der Österreichischen Nationalmannschaft an den Olympischen Winterspielen 1948 in St. Moritz teil und ging lange Jahre in Deutschland aufs Eis.
- Bruno Guttowski
(1955–1964, Verteidigung)
Guttowski spielte in den 1950er Jahren in der deutschen Oberliga und wurde in der Saison 1951/52 mit dem Krefelder EV Deutscher Meister. Im Kader des Mannheimer ERC beendete der Abwehrspieler die Saison 1958/59 mit 6 Toren als zweittorgefährlichster Verteidiger der Liga.
- Robert Hock
(2003–2004, Sturm)
Hock spielte in der Saison 2003/2004 für die Adler Mannheim und erzielte in dieser Spielzeit 42 Scorerpunkte für die Adler. Liga-übergreifend hält Hock mit 537 Assists in 888 Spielen für Oberhausen, Köln, Mannheim, Hannover und Iserlohn den Rekord als Spieler mit den meisten Vorlagen in der DEL.
- Georg Holzmann
(1986–1988, Sturm)
Der Angreifer spielte von 1978 bis 1998 ununterbrochen in der höchsten deutschen Spielklasse, darunter in den Jahren 1986 bis 1988 auf beim Mannheimer ERC. Mit der deutschen Nationalmannschaft nahm Holzmann an zwei Olympischen Spielen und sieben Weltmeisterschaften teil. Anschließend arbeitete er als Trainer für verschiedene Zweitligisten
- Matthias Hoppe
(1977–1978, Tor)
Hoppe absolvierte eine Saison im Trikot der Quadratestädter und spielte ab 1979 für den Berliner SC und den Schwenninger ERC in der Eishockey-Bundesliga und in der DEL. Zudem ist der Torhüter ehemaliger deutscher Nationalspieler.
- Harold Kreis
(1978–1997 Verteidigung, 1997–2000 Co-Trainer), 2010–2013 (Trainer)
Der langjährige Mannschaftskapitän spielte von 1978 bis 1997 für den Mannheimer ERC und die Adler Mannheim und wurde mit dem Team 1980 und 1997 Deutscher Meister. Nach Beendigung seiner Karriere arbeitete der ehemalige deutsche Nationalspieler von 1997 bis 2000 als Co-Trainer bei den Adlern und von 2010 bis Ende 2013 als Headcoach.
- Marcus Kuhl
(1979–1982, 1985–1991, Sturm, seit 1994 Manager)
Der Flügelstürmer gewann mit dem Mannheimer ERC 1980 die deutsche Meisterschaft und trug zudem 160 mal das Trikot der Deutschen Nationalmannschaft. Seit 1994 ist Kuhl als Manager in Mannheim tätig und gewann in dieser Zeit mit den Adlern fünf deutsche Meistertitel.
- Robert Müller
(2000–2002, 2006–2008, Tor)
Der Torhüter wechselte im Jahr 2000 von den Starbulls Rosenheim nach Mannheim, wo er 2001 erstmals Deutscher Meister wurde. Diesen Erfolg konnte Müller 2003 mit den Krefeld Pinguinen und 2007 erneut mit den Adlern wiederholen, zudem wurde er viermal ins DEL All-Star Team gewählt.
- Andreas Niederberger
(1983–1985, Verteidiger)
Niederberger wurde im Trikot des MERC zum „Newcomer des Jahres 1983“ der Eishockey-Bundesliga gewählt. Im Laufe seiner Karriere gewann der Angreifer insgesamt fünf deutsche Meistertitel und nahm mit der Nationalmannschaft vier Olympischen Spielen und zehn Weltmeisterschaften teil.
- Ladislav Olejník
(1980–1985, 1986–1989, Trainer)
Olejník führte den Mannheimer ERC zwischen 1980 und 1989 zu vier deutschen Vize-Meisterschaften und wurde 1990 gemeinsam mit Erich Kühnhackl Bundestrainer der deutschen Eishockeynationalmannschaft.
- Helmut de Raaf
(1998–2013, Tor/Trainer)
Der ehemalige Nationaltorhüter ist Rekordhalter mit insgesamt neun Deutschen Meistertiteln, von denen er 1998 und 1999 zwei mit den Adler Mannheim gewann. Von 1999 bis 2013 trainierte er die Jungadler, mit denen er zehnmal die Meisterschaft der Deutschen Nachwuchsliga gewinnen konnte. 2004 übernahm er zudem kurz das Profiteam der Adler.
- Roy Roedger
(1979–1985, Sturm)
Der Angreifer kam zusammen mit Manfred Wolf und Harold Kreis als erster Deutsch-Kanadier in die Bundesliga und gewann mit dem Mannheimer ERC 1980 die deutsche Meisterschaft. Für die deutsche Nationalmannschaft bestritt Roedger zwei Olympische Spiele und sechs Weltmeisterschaften.
- Kurt Sepp
(1957–1967, Sturm)
Sepp gewann mit dem EV Füssen in den 1950er-Jahren vier deutsche Meisterschaften. In seiner Zeit beim MERC erzielte Sepp 115 Tore. In 104 Länderspielen für Deutschland erzielte der Stürmer 35 Tore. Er war Vizeweltmeister bei der Weltmeisterschaft 1953. Nach Ende seiner aktiven Laufbahn wurde Sepp Trainer des MERC sowie des EHC Basel.
- Frank Trottier
(1964–1967, Trainer)
Der Kanadier trainierte verschiedene Mannschaften aus der Bundesliga, darunter von 1964 bis 1967 auch den Mannheimer ERC. Zwischen 1953 und 1956 gewann Trottier mit dem EV Füssen vier deutsche Meisterschaften.
- Erich Weishaupt
(1978–1983, Tor)
Der ehemalige Nationaltorhüter wechselte 1978 vom Berliner Schlittschuhclub nach Mannheim, wo er 1980 seine zweite deutsche Meisterschaft gewinnen konnte. Seine Karriere beendete Weishaupt schließlich bei der Düsseldorfer EG.
- Manfred Wolf
(1979–1985, 1990–1992, Sturm)
Wolf wechselte 1979 aus Kanada zum Mannheimer ERC, mit denen er 1980 die deutsche Meisterschaft gewinnen konnte. Nach fünf Jahren und einem weiteren Meistertitel mit der Düsseldorfer EG kehrte der deutsche Nationalspieler für die Zeit von 1990 bis 1992 noch einmal nach Mannheim zurück.

### Vereinsinterne Rekorde in der DEL
| Beste Statistik während der Teamzugehörigkeit |                  |                                                   |
| Kategorie                                     | Name             | Anzahl                                            |
| Meiste Spiele                                 | Marcus Kink      | 812 (in 15 Spielzeiten)                           |
| Meiste Tore                                   | Matthias Plachta | 175 (in 14 Spielzeiten)                           |
| Meiste Vorlagen                               | Matthias Plachta | 247 (in 14 Spielzeiten)                           |
| Meiste Punkte                                 | Matthias Plachta | 422 (175 Tore und 247 Vorlagen in 14 Spielzeiten) |
| Meiste Strafminuten                           | Mike Stevens     | 980 (in 4 Spielzeiten)                            |

### Weitere bedeutende ehemalige Spieler
(Teamzugehörigkeit und Position in Klammern)
- Marcus Bleicher
(1987–1993, Sturm)
Der Angreifer lief in 253 Spielen für den Mannheimer ERC auf. Er erzielte dabei 43 Tore. Nach seiner Spielzeit in Mannheim wechselte er zum EV Landshut.
- Rainer Blum
(1980–1983, Verteidigung)
Blum spielte von 1978 bis 1992 durchgehend in der Eishockey-Bundesliga und hatte dabei seine stärkste Zeit beim Mannheimer ERC, mit dem er 1983 Deutscher Vizemeister wurde. Zudem bestritt der Abwehrspieler zwei Weltmeisterschaften mit der deutschen Nationalmannschaft.
- Michael Eggerbauer
(1981–1988, Verteidigung)
Eggerbauer wechselte 1981 vom EV Füssen zum Mannheimer ERC, wo er gemeinsam mit Harold Kreis über lange Jahre eine Verteidigungsreihe bildete. In den Jahren 1982, 1983, 1985 und 1987 wurde der Abwehrspieler mit dem MERC deutscher Vizemeister.
- Jörg Hanft
(1986–1996, Verteidigung)
Der Verteidiger erreichte bereits in seinem ersten Jahr mit dem MERC das Finale um die deutsche Meisterschaft und spielte auch nach Gründung der DEL für die Adler Mannheim. Während seiner Zeit in Mannheim trug Hanft zudem insgesamt 34-mal das Trikot der deutschen Nationalmannschaft.
- Mike Heidt
(1992–1995, Verteidigung)
Der NHL-erfahrene Abwehrspieler wechselte 1992 vom SB Rosenheim zum MERC und spielte bis 1995 für die Adler Mannheim. Zudem bestritt er während seiner Zeit in Mannheim drei Eishockey-Weltmeisterschaften für Deutschland.
- Dale Krentz
(1990–1995, Sturm)
Der Kanadier stand zwischen 1986 und 1989 für die Detroit Red Wings in der NHL auf dem Eis und unterschrieb 1990 beim Mannheimer ERC, bei denen er auch für die Adler in der DEL spielte.
- Paul Messier
(1984–1990, Sturm)
Messier bestritt neun NHL-Spiele für die Colorado Rockies und stand anschließend von 1984 bis 1990 beim Mannheimer ERC unter Vertrag. In dieser Zeit gewann der Angreifer zwei Vizemeisterschaften und gehörte oftmals zu den Topscorern der Liga. 1988 nahm er am Bundesliga All-Star-Spiel teil.
- Miroslav Nentvich
(1981–1984, Sturm)
Der gebürtige Tscheche Nentvich erzielte in 118 Hauptrundenspiele für die Mannschaft aus Mannheim 87 Scorerpunkte. 1983 wurde er mit seinem Team Deutscher Vizemeister.
- Wolfgang Oswald
(1985–1990, Verteidigung)
Der Verteidiger, der den MERC im Finale um die Meisterschaft 1983 mit dem EV Landshut noch geschlagen hatte, wechselte 1985 nach Mannheim, wo er 1985 und 1987 jeweils Deutscher Vizemeister werden konnte und in 236 Spielen 55 Scorerpunkte erzielte.
- Anton Plattner
(1990–1995, Verteidigung)
Plattner wechselte 1990 zum Mannheimer ERC, für deren ausgegliedertes Profiteam er auch nach Gründung der DEL spielte. Nach einer schweren Verletzung musste Plattner die gesamte Spielzeit 1995/96 pausieren und spielte danach nur noch für tiefklassigere Teams.
- Jiří Poner
(1991–1994, Sturm)
Jiří Poner kam vom Kölner EC und erzielte 65 Scorerpunkte in 129 Spielen für Mannheim. 1994 beendete er seine Laufbahn.
- Joachim Reil
(1985–1987, Verteidigung)
Reil wurde als einer der Leistungsträger mit dem SC Riessersee 1978 und 1981 Deutscher Meister, woraufhin er in den Kader der Nationalmannschaft berufen wurde. Ab 1985 spielte der Verteidiger in Mannheim, wo er 1987 noch einmal Vizemeister wurde.
- Peter Schiller
(1986–1991, Sturm)
Der Angreifer gewann in den 1980er-Jahren mit dem Kölner EC drei Meisterschaften und wechselte 1986 zum Mannheimer ERC, mit dem sich der Publikumsliebling im Play-off-Finale 1987 gegen seinen Ex-Verein aus der Domstadt geschlagen geben musste.
- Josef Schlickenrieder
(1983–1993, Tor)
„Beppo“ Schlickenrieder wurde mit dem Mannheimer ERC 1983, 1985 und 1987 Deutscher Vizemeister und bestritt in seiner zehnjährigen Schaffenszeit in der Quadratestadt drei Weltmeisterschaften sowie die Olympischen Spiele 1988 in Calgary.
- Moritz Seider
(2017–2019, Verteidigung)
Der in der Jungadler-Organisation ausgebildete Verteidiger wurde 2019 Meister mit den Adlern Mannheim. Anschließend wurde er beim NHL Entry Draft 2019 an sechster Position von den Detroit Red Wings ausgewählt. 2021 debütierte er in der NHL und gewann in seiner ersten Saison als erster Deutscher überhaupt die Calder Trophy für den besten Nachwuchsspieler der Liga.
- Dave Silk
(1986–1989, Sturm)
Silk absolvierte über 250 NHL-Spiele für die New York Rangers, die Boston Bruins, die Detroit Red Wings und die Winnipeg Jets und stand ab 1987 für den Mannheimer ERC in der Bundesliga auf dem Eis, mit dem er 1987 als einer der Topscorer des Teams die Vizemeisterschaft gewann.
- Tim Stützle
(2017–2020, Sturm)
Stützle spielte zunächst zwei Jahre bei den Jungadlern, debütierte in der Saison 2019/20 im Profikader und erzielte sogleich 34 Scorerpunkte in 41 Spielen, so dass er im NHL Entry Draft 2020 an dritter Stelle ausgewählt wurde.
- Andreas Volland
(1985–1990, Sturm)
Der Stürmer bestritt 207 Spiele für Mannheim und erzielte dabei 52 Scorerpunkte. 1987 gewann er mit der Mannschaft die Vizemeisterschaft. Er ist der Vater des Fußballnationalspielers Kevin Volland.

### Teilnahmen von Spielern am All-Star-Game
Einige Spieler der Adler Mannheim wurden für das DEL All-Star Game nominiert, ein Freundschaftsspiel, welches von 1998 bis 2009 jährlich stattfand und in dem die herausragendsten Spieler der Deutschen Eishockey Liga gegeneinander antraten.
| Teilnahmen am All-Star-Game während der Teamzugehörigkeit |                        |                  |                           |
| Name                                                      | Position               | Teilnahme(n)     | Team                      |
| Jan Alston                                                | Stürmer                | 1999, 2000       | DEL All-Stars             |
| François Bouchard                                         | Verteidiger            | 2008             | Nordamerika               |
| Fred Brathwaite                                           | Torhüter               | 2009             | Nordamerika               |
| Sven Butenschön                                           | Verteidiger            | 2009             | Europa                    |
| René Corbet                                               | Stürmer                | 2004 2007        | DEL All-Stars Nordamerika |
| Andy Delmore                                              | Verteidiger            | 2005             | DEL All-Stars             |
| Devin Edgerton                                            | Stürmer                | 2000             | DEL All-Stars             |
| Rico Fata                                                 | Stürmer                | 2007             | Nordamerika               |
| Marcel Goc                                                | Stürmer                | 2002             | Deutschland               |
| Wayne Hynes                                               | Stürmer                | 2002             | Deutschland               |
| Jean-François Jomphe                                      | Stürmer                | 2000             | DEL All-Stars             |
| Klaus Kathan                                              | Stürmer                | 2004             | Deutschland               |
| Marcus Kink                                               | Stürmer                | 2005             | Deutschland               |
| Eduard Lewandowski                                        | Stürmer                | 2007             | Europa                    |
| Christian Lukes                                           | Verteidiger            | 1999             | Deutschland               |
| Dan McGillis                                              | Stürmer                | 2009             | Nordamerika               |
| François Méthot                                           | Stürmer                | 2007, 2008, 2009 | Nordamerika               |
| Jochen Molling                                            | Verteidiger            | 2004             | Deutschland               |
| Robert Müller                                             | Torhüter               | 2002 2008        | DEL All-Stars Europa      |
| Greg Poss                                                 | Trainer                | 2007             | Nordamerika               |
| Stéphane Richer                                           | Verteidiger Co-Trainer | 2002 2005        | DEL All-Stars             |
| Nathan Robinson                                           | Stürmer                | 2007             | Nordamerika               |
| Dennis Seidenberg                                         | Verteidiger            | 2002             | Deutschland               |
| Marc Seliger                                              | Torhüter               | 2004             | Deutschland               |
| Alexander Serikow                                         | Stürmer                | 1998             | Deutschland               |
| Christoph Ullmann                                         | Stürmer                | 2006 2007        | Deutschland Europa        |
| Stefan Ustorf                                             | Stürmer                | 2002             | Deutschland               |

## Trainer
| Bisherige Trainer |                                     |              |                           |
| im Verein         | Trainer                             | im Verein    | Trainer                   |
| 1939–1940         | Toni Lindner Hugo Strauß            | 1986–1989    | Ladislav Olejník          |
| 1940–1941         | Bobby Bell Josef Göbl               | 1989–1990    | Claes-Göran Wallin        |
| 1941–1943         | Josef Göbl                          | 1990         | Heinz Weisenbach          |
| 1948–1951         | Wolfgang Lehr                       | 1990–1991    | Olle Öst                  |
| 1951–1952         | Toni Kartak                         | 1991–1993    | Jiří Kochta               |
| 1952–1953         | Erich Schif Heinz Schneekloth       | 1993–1994    | Craig Sarner              |
| 1953–1954         | Kurt Kurz (Spielertrainer)          | 1994–1999    | Lance Nethery             |
| 1954–1955         | Gerhard Wesselowski                 | 1999–2000    | Chris Valentine           |
| 1955–1956         | Ēriks Koņeckis Bruno Guttowski      | 2000–2004    | Bill Stewart              |
| 1956–1957         | Ēriks Koņeckis                      | 2004         | Helmut de Raaf            |
| 1957–1958         | Toni Kartak                         | 2004–2005    | Stéphane Richer           |
| 1958–1959         | Richard Torriani                    | 2005–2006    | Greg Poss                 |
| 1959–1960         | Richard Torriani Bruno Guttowski    | 2006–2007    | Greg Poss Teal Fowler     |
| 1960–1961         | Bruno Guttowski                     | 2007–2009    | Dave King Teal Fowler     |
| 1961–1962         | Hal Schooley Bruno Guttowski        | 2009         | Teal Fowler (Interim)     |
| 1962–1963         | Lorne Trottier                      | 2009–2010    | Doug Mason Teal Fowler    |
| 1963–1964         | Sonny Rost                          | 2010         | Teal Fowler               |
| 1964–1967         | Frank Trottier                      | 2010–2013    | Harold Kreis Mike Schmidt |
| 1967–1968         | Kurt Sepp                           | 2014         | Hans Zach                 |
| 1968–1969         | Ed Reigle                           | 2014–2015    | Geoff Ward                |
| 1969–1970         | Bruno Guttowski                     | 2015–2016    | Greg Ireland              |
| 1970–1971         | Ulrich Finger Bruno Guttowski       | 2016         | Craig Woodcroft           |
| 1971–1972         | Bruno Guttowski Gerhard Schuhmacher | 2016–12/2017 | Sean Simpson              |
| 1972–1976         | Eugen Seidl                         | 2017–2018    | Bill Stewart              |
| 1976–1980         | Heinz Weisenbach                    | 2018–2022    | Pavel Gross               |
| 1980–1985         | Ladislav Olejník                    | 2022–2023    | Bill Stewart              |
| 1985              | Wilbert Duszenko                    | 2023         | Johan Lundskog            |
| 1985–1986         | Doug Kacharvich                     | seit 2023    | Dallas Eakins             |

Seit der Gründung der Mannheimer ERC im Jahr 1938 trainierten den Verein 39 verschiedene Trainer aus sechs Nationen. Der erste hauptamtliche Übungsleiter der neuen Eishockeymannschaft war Toni Lindner, der den Posten 1939 übernahm. Auf ihn folgte Hugo Strauß und schließlich mit dem ehemaligen deutschen Nationaltrainer Bobby Bell der erste ausländische Coach des Mannheimer ERC. Mit bis heute 18 Staatsangehörigen kamen die meisten Trainer des MERC jedoch weiterhin aus Deutschland, gefolgt von elf Kanadiern, von denen ein Großteil in den 1960er-Jahren das Training im Friedrichspark leitete.
Auf die längste Amtszeit bei den Mannheimern können der Tscheche Ladislav Olejník sowie der Kanadier Lance Nethery zurückblicken, die den Verein von 1981 bis 1985 beziehungsweise von 1994 bis 1999 jeweils fünf Spielzeiten lang trainierten. Sieht man bei Olejník von einem kurzen Zwischenspiel beim SB Rosenheim 1986 ab, saß dieser sogar neun Jahre in Folge auf der Trainerbank des Mannheimer ERC.
Lance Nethery ist zudem mit den Meisterschaften 1997, 1998 und 1999 der gemessen an gewonnenen Titeln bisher erfolgreichste Übungsleiter in der Vereinsgeschichte. Es folgen die weiteren Meistertrainer Heinz Weisenbach (1980), Bill Stewart (2001), Greg Poss und Teal Fowler (als Trainerduo 2007) sowie zuletzt Geoff Ward 2015. An sämtliche Meisterschaften erinnert jeweils ein eigener Wimpel unter dem Hallendach der SAP Arena.
Stewart wie auch Poss/Fowler konnten 2003 beziehungsweise 2007 zudem je ein Mal den Deutschen Eishockey-Pokal gewinnen. Ebenfalls erfolgreich verliefen die Amtszeiten von Ladislav Olejník (Vizemeister 1982, 1983, 1985 und 1987) und Stéphane Richer (Vizemeister 2005).

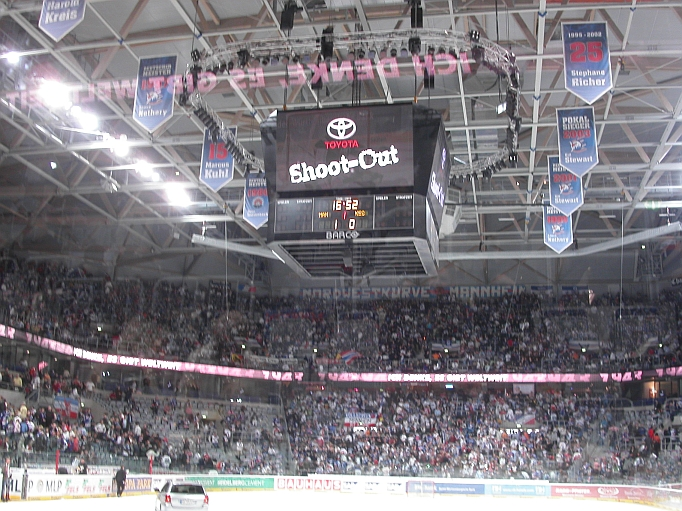
Meisterschaftswimpel und gesperrte Trikotnummern

Bruno Guttowski kann die meisten Amtszeiten in Mannheim vorweisen. Er trainierte den MERC in der Spielzeit 1955/56 gemeinsam mit Ēriks Koņeckis, später stand er nochmals von 1959 bis 1962 (zusammen mit dem Schweizer Richard Torriani beziehungsweise dem Kanadier Hal Schooley) sowie von 1969 bis 1972 (am Ende gemeinsam mit Ulrich Finger und Gerhard Schuhmacher) hinter der Bande im Friedrichspark und war somit insgesamt 7 Spielzeiten lang Trainer des MERC.
Für die Saison 2015/16 verpflichteten die Adler Greg Ireland, welcher zuvor in der kanadischen Juniorenliga OHL tätig war und einen Vertrag bis 2017 erhielt. Der Kanadier übernahm das Amt von Meistertrainer Geoff Ward, welcher im Sommer 2015 von der Ausstiegsklausel in seinem noch zwei Jahre gültigen Vertrag zugunsten einer Rückkehr in die National Hockey League Gebrauch machte, um als Co-Trainer der New Jersey Devils zu fungieren. Das Trainerteam unter Ireland wurde durch Steve Walker und Craig Woodcroft, welche jeweils als Assistenztrainer fungieren, komplettiert. Nachdem die Adler in der laufenden Spielzeit deutlich hinter den sportlichen Erwartungen zurückblieben und Gefahr liefen, den Einzug in die Play-offs zu verpassen, wurde Ireland im Februar 2016 entlassen und bis Saisonende durch den bisherigen Co-Trainer Woodcroft ersetzt. Woodcroft verließ anschließend die Adler, im Mai 2016 wurde Sean Simpson als neuer Cheftrainer angeheuert, seine Assistenten wurden Colin Muller und Steve Walker.
Zur Saison 2017/18 beendete Steve Walker sein Engagement als Co-Trainer und wechselte als Cheftrainer zum Klagenfurter AC in die EBEL. Als Nachfolger ernannten die Adler Mannheim den langjährigen Adler-Spieler und NHL-Veteran Jochen Hecht. Im Dezember 2017 übernahm nach 14 Jahren Bill Stewart zum zweiten Mal das Cheftraineramt bei den Adlern Mannheim. Seit der Saison 2018/19 ist Pavel Gross Cheftrainer der Adler und gewann in der ersten Saison mit dem Team die deutsche Meisterschaft. Nach internen Querelen und einer Reihe von erfolglosen Spielen wurde Gross kurz vor den Playoffs der Saison 2021/2022 durch Bill Stewart ersetzt.

## Stammverein
Im Mannheimer ERC selbst sind heute die Amateur- und Nachwuchsabteilungen organisiert. 2001 musste der bisherige Stammverein Mannheimer ERC Insolvenz beantragen, woraufhin die bereits 1976 abgespaltene Kunstlauf-Schnelllauf-Eisschießen-Abteilung Mannheimer ERC K-S-E mit dem Mannheimer ERC Eishockey-Spielbetrieb e. V. eine neue Eishockeyabteilung gründete, die daraufhin die Rolle des alten Stammvereins einnahm. Nach der Anfang 2010 erfolgten Fusion mit der bis dahin eigenständigen Nachwuchsabteilung hieß der Stammverein MERC-Jungadler Mannheim e. V.
Darüber hinaus gehörte von 1982 bis 2005 eine Frauenmannschaft mit dem Namen „Mannheimer ERC Wild Cats“ zum Verein.

### Mannheimer ERC
Nachdem die Amateurmannschaft des MERC schon 2005 hinter den Schwenninger ERC Fire Wings der Vizemeistertitel in der Baden-Württembergliga – der höchsten Spielklasse des Eissportverbandes Baden-Württemberg – erreicht und auf den möglichen Aufstieg in die Oberliga aus finanziellen Gründen verzichtet hatte, gelang dem Verein schließlich in der Spielzeit 2005/06 der Meistertitel. Auf Aufstieg musste aber wiederum mangels ausreichender finanzieller Ressourcen verzichtet werden, woraufhin der MERC in der Saison 2006/07 erneut an der Baden-Württembergliga teilnahm. Die Mannschaft erreichte zwar die Aufstiegsrunde zur Oberliga, scheiterte dort jedoch mit einem sechsten Platz. In der 2008 schaffte das Team zwar als Erstplatzierter der Meisterrunde den Sprung in die Qualifikationsrunde für die Aufstiegsrunde zur Oberliga, scheiterte dort allerdings am ESV Hügelsheim und der SG Stuttgarter EC/SC Bietigheim-Bissingen.
Zur Saison 2009/10 schlossen sich der Mannheimer ERC mit dem EC Eisbären Eppelheim auf Herren- und Juniorenebene zur Spielgemeinschaft Rhein-Neckar Stars zusammen. Die Herrenmannschaft nahm in den Saisons 2009/10 bis 2013/14 mit der Mannheimer Lizenz am Spielbetrieb der Regionalliga Süd-West teil, Heimspielstätte war das Icehouse Eppelheim. Zum Ende der Saison 2013/14 wurde die Spielgemeinschaft aufgelöst, seither spielen die Eisbären Eppelheim wieder unter eigenem Namen.

### Jungadler
Schon zu den Gründungszeiten des MERC wurde im Verein intensive Nachwuchsarbeit betrieben, so dass bereits in der Saison 1940/41 die Jugendmannschaft des MERC das Finale um die deutsche Meisterschaft erreichte. Nach langen, zum Teil sehr erfolgreichen Jahrzehnten wurde 1999 durch den Einstieg des Mäzens Dietmar Hopp auch die Jugendarbeit auf eine professionelle Ebene gebracht und das Projekt Jungadler aus der Taufe gehoben. Es wurde ein Sportinternat in Mannheim eingerichtet, in das talentierte Jungspieler aus ganz Deutschland aufgenommen werden, und der ehemalige Adler-Torhüter Helmut de Raaf als hauptverantwortlicher Trainer engagiert. In der im Jahr 2000 gegründeten Deutschen Nachwuchsliga führte de Raaf die Jungadler auf Anhieb zum Deutschen Vize-Meistertitel. 2002 gelang schließlich der Gewinn der Deutschen Meisterschaft, die bis 2006 jedes Jahr verteidigt wurde, ehe 2007 die Vize-Meisterschaft erreicht wurde. 2008 und 2009 gewannen die Jungadler ihre sechste und siebte Meisterschaft. Im Jahr 2010 setzten sich die Jungadler im zweiten Finalspiel mit 3:2 nach Verlängerung gegen die Jugend der DEG Metro Stars durch und gewannen die achte DNL-Meisterschaft. In den Jahren 2012 bis 2019 feierten die Jungadler die Meistertitel 9 bis 16. Die DNL-Saison 2019/20 wurde coronabedingt vorzeitig beendet und die Folgesaison ebenfalls aufgrund der Pandemie nicht ausgespielt. 2022 holten die Eisbären Juniors Berlin die Meisterschaft, während die Jungadler bereits im Halbfinale gegen die Junghaie ausschieden. In der Saison 2022/23 gewannen die Jungadler ihren 17. Titel durch einen Sweep gegen die Kölner Junghaie.

### Nachwuchs Meisterschaften
- Rekord-Meister Deutsche Nachwuchsliga DNL (18)
- Deutscher U17–Meister 2019, 2022, 2024–2025
- Deutscher U15–Meister 2022–2024
- fünffacher Deutscher Schüler-Meister

Da die Herrenmannschaft des MERC nur in der Baden-Württembergliga spielt, wurden die Jungadler nach der Saison 2005/06 vom bisherigen Stammverein Mannheimer ERC in den Heilbronner EC umgegliedert, wodurch talentierte Nachwuchsspieler auch bei den in der 2. Bundesliga spielenden Profimannschaft Heilbronner Falken Erfahrungen sammeln konnten. Aus den Jungadlern gingen im Lauf der Jahre zahlreiche spätere Profispieler wie Fabio Carciola, Danny aus den Birken, Frank Mauer, Rainer Köttstorfer, Sachar Blank, Constantin Braun, David Wolf, Florian Busch, Christopher Fischer, Robert Dietrich, Jerome Flaake, Felix Schütz, Benedikt Kohl, Marcel Noebels oder Christoph Gawlik hervor. Anfang 2010 wurden die Jungadler jedoch wieder an den Stammverein Mannheimer ERC angegliedert.

### Mannheimer ERC Wild Cats (Frauen)
Die Frauenmannschaft des Mannheimer ERC wurde 1982 als „Mannheimer ERC Bob Cats“ gegründet und nahm ab 1984 am Spielbetrieb der Baden-Württemberg-Liga und ab 1986 zusätzlich der NRW-Liga, der späteren Bundesliga Nord, teil. Die erfolgreichste Zeit des in „Wild Cats“ umbenannten Teams lag zwischen 1988 und 1994 mit je drei Deutschen Meisterschaften und Vizemeisterschaften. Nach einem personellen Umbruch in der Mannschaft, nach dem dennoch Klassenerhalt in der Bundesliga geschafft werden konnte, schafften die Wild Cats 1998 erneut die Vizemeisterschaft und errangen 1999 und 2000 ihren vierten und fünften Meistertitel.
Zur Saison 2005/06 wurde der Spielbetrieb vorerst aufgegeben, nachdem vier Spielerinnen ihre Verträge gekündigt hatten und dadurch keine spielfähige Mannschaft mehr existierte.

## Spielstätten

### Eisstadion am Friedrichspark

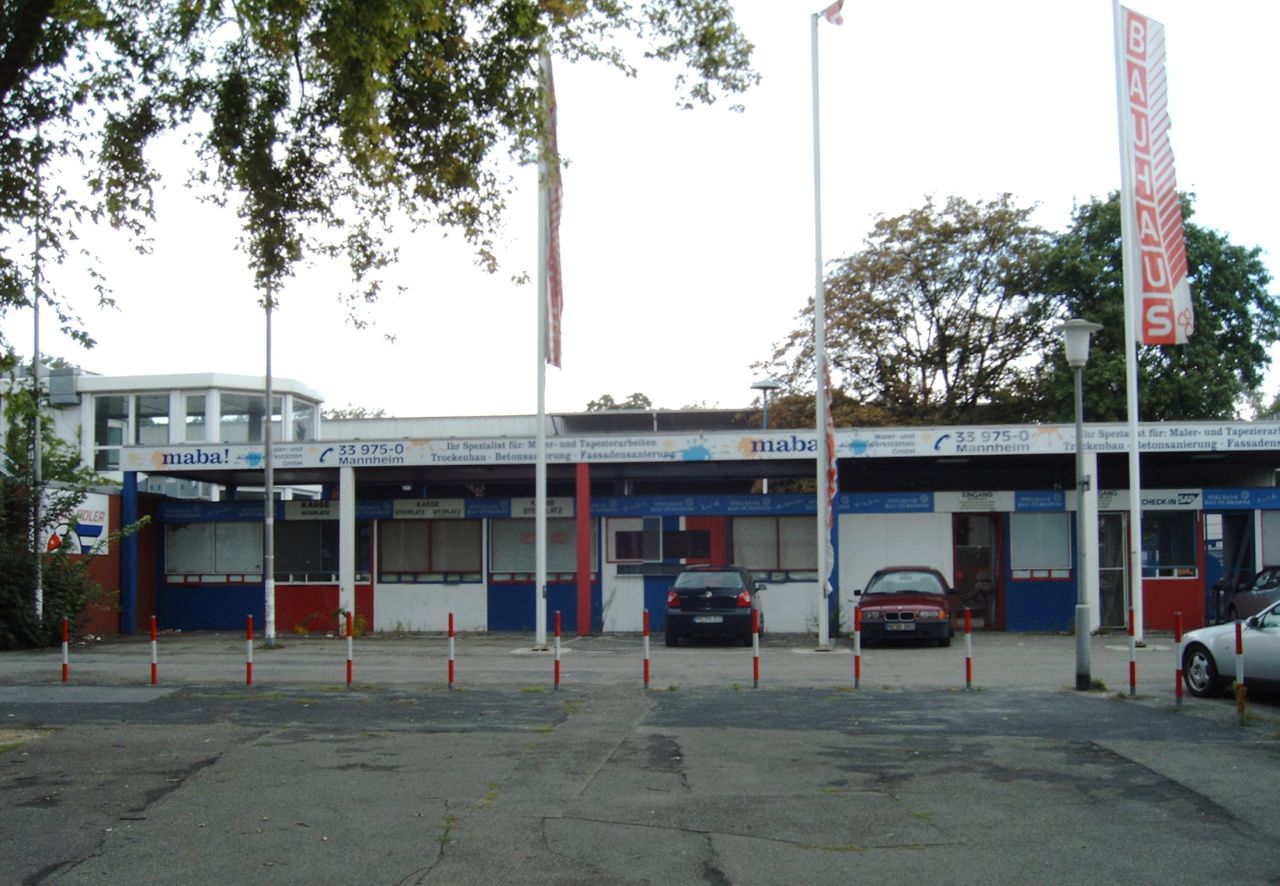
Eisstadion Friedrichspark

Noch vor dem Zweiten Weltkrieg wurde 1939 das Eisstadion am Friedrichspark unweit des Mannheimer Schlosses eröffnet. Es war nach Plänen von Richard Pabst gebaut worden, der zuvor bereits Olympiastadion in Garmisch-Partenkirchen errichtet hatte. 1943 bei einem Luftangriff schwer zerstört, wurde das Stadion bis 1949 in vereinfachter Form und in offener Bauweise wiederaufgebaut. Erst zwischen 1959 und 1962 wurden die Zuschauertribünen sukzessive überdacht und schließlich 1969 auch die Eisfläche mit einem Dach versehen. Das Eisstadion am Friedrichspark war dennoch weiterhin nach drei Seiten hin sowie am Übergang zwischen Spielfläche und Zuschauertribünen offen, sodass die Spiele bei starkem Schneefall oder Nebel beeinträchtigt wurden. In der Spitze wurden 11.000 Zuschauer eingelassen, später wurde das Fassungsvermögen aber aus Sicherheitsgründen auf etwa 8.200 beschränkt.
Mit zunehmendem Alter wurde der Zustand des Stadions immer maroder, jedoch sah sich die Stadt Mannheim als Eigentümer außerstande, mehr als die dringendsten Reparaturen durchzuführen. Als sich in den 1980er-Jahren einige Fernsehsender wegen der schlechten Arbeitsbedingungen weigerten, Live-Übertragungen durchzuführen, wurde erstmals über einen Stadionneubau diskutiert. 1988 brannte das Leistungszentrum für Eissport in Mannheim komplett nieder, woraufhin Pläne erarbeitet wurden, die als gemeinsame Lösung ein Stadion mit 15.000 Plätzen vorsah.
Der für den Sommer 2022 geplante Abriss des Friedrichsparks wurde aufgrund von Artenschutz-Themen zunächst auf den Herbst 2022 und dann aufgrund fehlender Planungsaufträge des Finanzministeriums auf den Herbst 2023 verschoben. Die freiwerdende Fläche soll laut Flächennutzungsplan nach dem Abriss für Neubauten der Universität Mannheim genutzt werden – der Baubeginn der drei geplanten Gebäude soll frühestens 2026 erfolgen.

### SAP-Arena

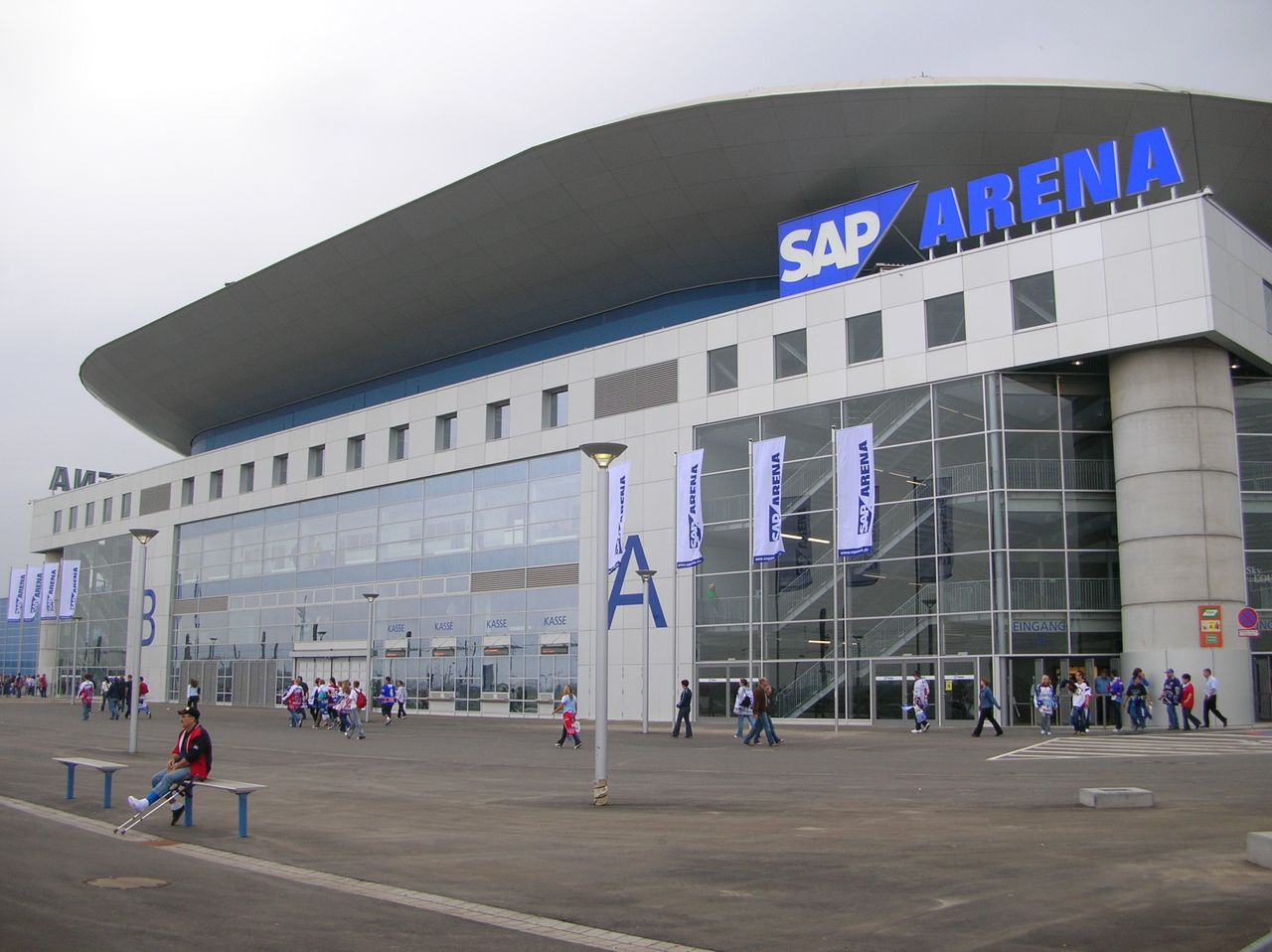
Die SAP-Arena, seit 2005 Heimstadion der Adler

Nach jahrelanger, erfolgloser Debatte um den Bau einer neuen Spielstätte gab schließlich Mäzen Dietmar Hopp den Anstoß zum Bau einer neuen Multifunktionsarena. Hopp bot der Stadt eine zinslose Vorfinanzierung an, die vorsieht, dass die Arena nach Abbezahlung der Baukosten von 70 Millionen Euro nach 30 Jahren in das Eigentum der Stadt Mannheim übergeht. Infolgedessen wurde im Jahr 2004 mit dem Bau der neuen SAP Arena im Mannheimer Osten begonnen, zudem wurden auf dem Gelände zwei von Hopp gestiftete Trainingshallen errichtet. Am 18. April 2005 fand mit der Niederlage in der Play-off-Finalserie gegen Berlin das letzte Pflichtspiel der Adler Mannheim im Friedrichspark statt. Am letzten Wochenende des Aprils wurde eine Abschiedsfeier unter dem Motto „Bye bye Friedrichspark“ durchgeführt, zu deren Höhepunkten die Spiele der „Adler-All-Stars 1994–1999“ gegen die „Adler-All-Stars 2000–2005“ sowie der MERC-Meistermannschaft 1980 gegen die „MERC-All-Stars“ gehörten. Am 21. August 2005, als nur der Unterrang der neuen Arena fertiggestellt war, bestritten die Adler mit einem Freundschaftsspiel gegen Köln die erste Partie im neuen Stadion. Die offizielle Einweihung folgte am 6. September mit einem Spiel gegen ein DEL-Dream-Team. Zwei Tage später fand schließlich das erste Pflichtspiel statt, das die Adler gegen Düsseldorf mit 6:5 nach Penaltyschießen gewannen.
Die Adler konnten nach der Hauptrunde 2019/20 einen Zuschauerschnitt von 11.891 Zuschauern pro Partie generieren (Auslastung: 86,76 %) und lagen damit europaweit auf Rang fünf.

## Vereinskultur

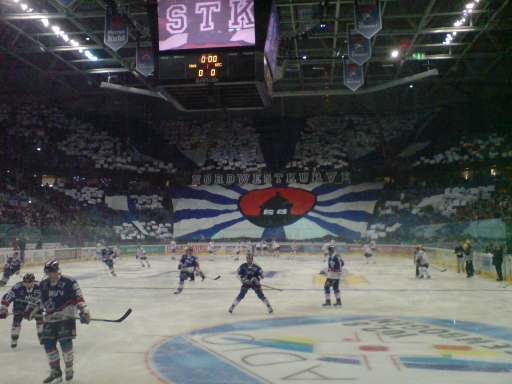
Fans vor einem Play-off-Spiel gegen Köln (März 2008)

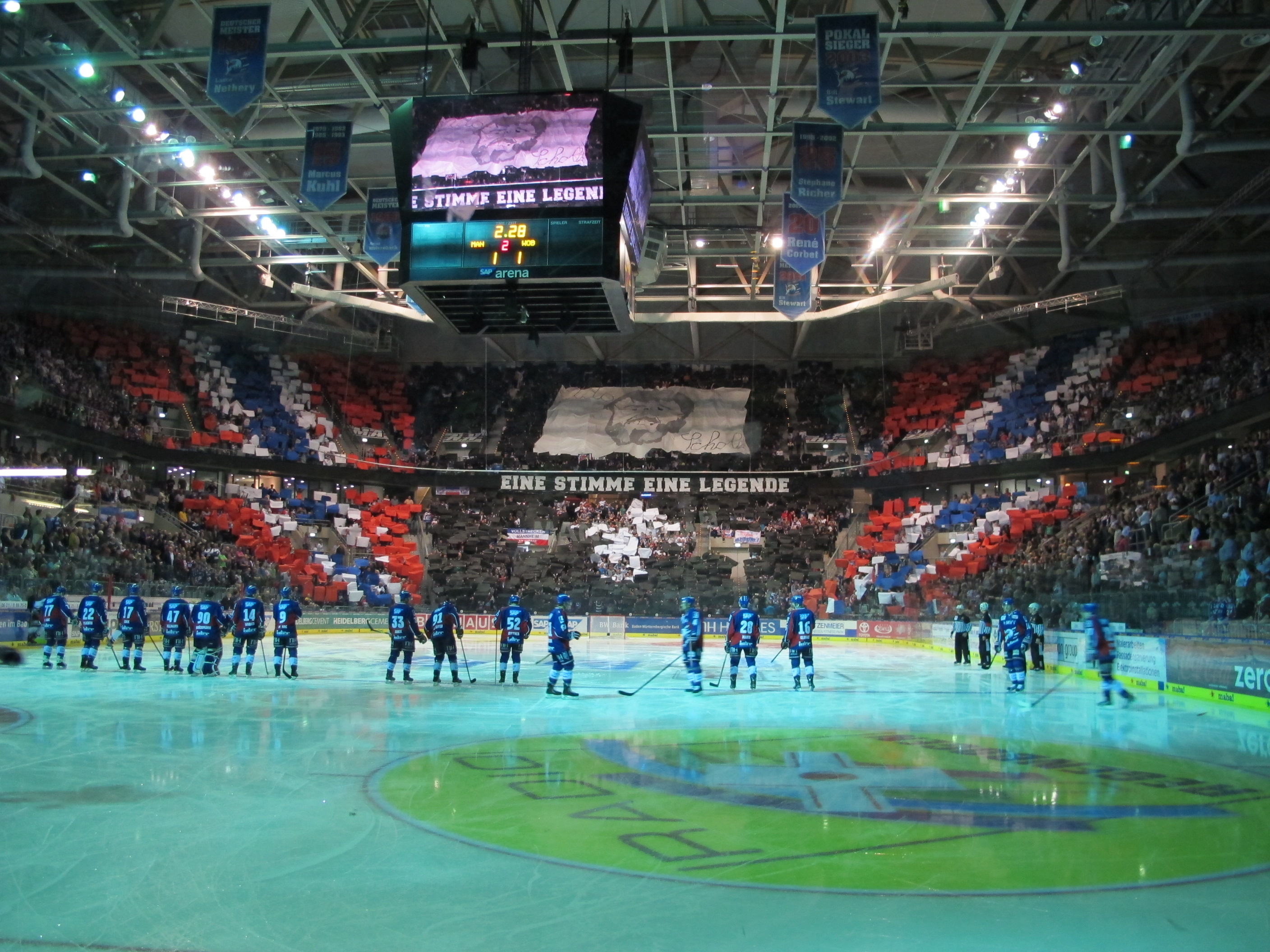
Fankurve vor einem Spiel gegen die Grizzly Adams Wolfsburg (2012)

### Fans und Rivalitäten
Die Adler Mannheim haben derzeit 41 Fanclubs, in denen über 1.100 Fans organisiert sind. Die Clubs finden sich dabei nicht nur in Mannheim, sondern sind über ganz Südwestdeutschland verteilt. Zur besseren Organisation ihrer Aktivitäten haben sich die einzelnen Vereine zur Mannheimer Faninitiative Die Blau-Weiß-Roten zusammengeschlossen. Seit mehreren Jahren übernimmt jeweils ein Spieler aus dem Kader der Adler die „Patenschaft“ eines Fanclubs. Bei Heimspielen halten sich die organisierten Fans im Stehplatzbereich in der Nordwestkurve der SAP-Arena auf.
Wegen der regionalen Nähe besteht eine Rivalität zwischen den Fans der beiden DEL-Gründungsmitglieder Adler Mannheim und Frankfurt Lions, an die im Vorfeld und während der Begegnungen zwischen den beiden rivalisierenden Vereinen von Fans und Medien erinnert wird. In den wichtigen Begegnungen zwischen beiden Mannschaften, wie den Play-off-Halbfinals 1998 und 2005 sowie im Viertelfinale 2007 blieben bislang jedes Mal die Adler knapp und nicht immer unumstritten siegreich, was die Rivalität im Laufe der Jahre verstärkte.

### Partnerschaften
Im Juni 2004 verkündeten die Adler Mannheim, eine Zusammenarbeit mit dem Heilbronner EC einzugehen. Die Mannheimer unterstützten den HEC sportlich vor allem durch die Mitgestaltung des Trainings der Falken durch die eigenen Torhüter- und Konditionstrainer sowie durch den Austausch von Nachwuchs- und Förderlizenzspielern. Nach den Regeln des Deutschen Eishockey-Bunds dürfen Mannschaften der DEL eine Förderlizenz an Spieler unter 25 Jahren geben, wodurch diese für einen weiteren Verein in einer tiefklassigeren Liga spielberechtigt sind. Die Nachwuchsspieler der Adler sammelten durch diese Regelung bei den Falken erste Erfahrungen im Profibereich und konnten somit langsam an die höchste deutsche Eishockeyklasse herangeführt werden, während sie den Zweitligisten spielerisch verstärkten, woraus ein Synergieeffekt für beide Vereine entstand. Infolgedessen verpflichteten sich die Falken, ein ähnliches Spiel- und Trainingssystem wie die Adler Mannheim einzuführen, um den Austauschspielern einen leichteren Übergang beim Mannschaftswechsel zu ermöglichen. Zudem nutzten die Heilbronner Falken ab 2004 das Scouting-System der Adler Mannheim in Nordamerika, wodurch vor allem junge Spieler aus dem US-amerikanischen Collegespielbetrieb und der ECHL verpflichtet werden konnten, da sich der DEL-Club vornehmlich auf Spieler der höherklassigen National Hockey League und American Hockey League konzentriert. Die Adler hatten gleichzeitig die Möglichkeit, durch die Falken verpflichtete Spieler aus Nordamerika unverbindlich zu beobachten und anschließend ohne Risiko selbst unter Vertrag zu nehmen.
Zu den weiteren Vereinbarungen des Kooperationsvertrags gehörte die Schaffung einer Corporate Identity nach nordamerikanischem Vorbild. Fanartikel des Kooperationspartners werden beim jeweils anderen Verein verkauft, außerdem wurde die Trikotgestaltung der Falken an die Farben und an das Design der Spielkleidung der Mannheimer Adler angepasst. Zudem berichtete die Stadionzeitschrift der Adler ab 2004 zeitweise auch über die Spiele der Heilbronner Falken. Zur Saison 2006/07 wurde die bestehende Zusammenarbeit verstärkt, indem das DNL-Team der Mannheimer, die Jungadler, vom bisherigen Stammverein Mannheimer ERC in den HEC umgegliedert wurde.
Mit dem Abstieg Heilbronns aus der DEL2 nach der Saison 2014/2015 musste die Zusammenarbeit mit den Adlern aufgelöst werden, da derartige Kooperationen nur zwischen DEL und DEL2 zulässig sind. Da zu diesem Zeitpunkt noch nicht klar war, dass Heilbronn aufgrund des Lizenzentzugs des EV Landshut dennoch zur DEL2-Saison 2015/2016 antreten würde, wurde seitens der Adler Mannheim zur DEL-Saison 2015/2016 eine Kooperation mit den Kassel Huskies vereinbart.
Ab Mai 2009 kooperierten die Kurpfälzer zudem mit den Toronto Maple Leafs aus der National Hockey League. Die Partnerschaft sah zunächst vor allem eine verstärkte Teilnahme von Spielern der Jungadler an den Rookie-Camps der Kanadier vor, und es sollte ein Austausch auf administrativer und strategischer Ebene zwischen den beiden Organisationen erfolgen. Die Zusammenarbeit wurde 2015 mangels Interesse seitens Toronto aufgelöst.
2007 gingen die Adler Mannheim eine Kooperation mit dem Baseball-Bundesligisten Mannheim Tornados ein. Im Rahmen der Zusammenarbeit können Dauerkarteninhaber der Adler seit dieser Zeit Spiele der Tornados zu freiem Eintritt besuchen, zudem soll mit dem Besuch von Adler-Spielern des Roberto Clemente Field ein größeres mediales Interesse rund um die Baseballmannschaft erreicht werden.
Der private Lokalsender Radio Regenbogen überträgt im Rahmen einer Medienpartnerschaft mit dem MERC alle Spiele der Adler Mannheim in voller Länge im Webradio, dieses ist per App, Amazon Alexa oder über einen digitalen Stream-Kanal empfangbar.

### Soziales Engagement

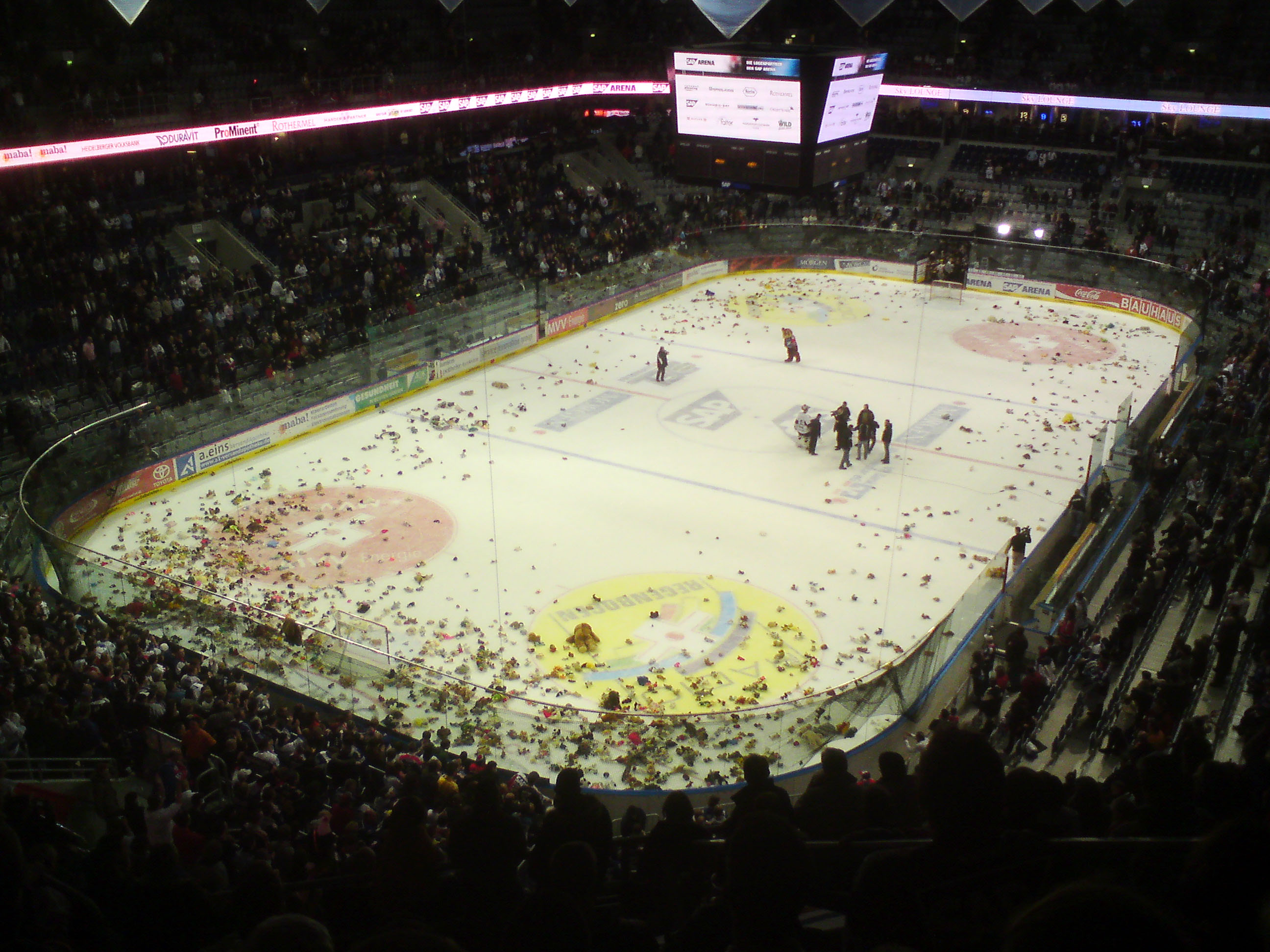
Die Eisfläche der SAP-Arena beim „Teddy Bear Toss“ nach dem Spiel gegen die Augsburger Panther am 19. Dezember 2010

Die Adler Mannheim und ihre Fans sind vielfach sozial engagiert und unterstützen dabei unter anderem die Initiative des ehemaligen Adler-Torhüters Mike Rosati, die den Namen „Rosys Kids Corner“ trägt und Spenden für den Kampf gegen Leukämie sammelt. Jährlich wird bei einer Partie der Adler eine Aktion mit dem Namen „Spiel der leuchtenden Herzen“ durchgeführt und Spendengelder für Rosys Kids Corner und andere Einrichtungen gesammelt. Im Jahr 2008 kamen bei der Aktion Spendengelder in der Höhe von 60.000 Euro zusammen. Im Dezember 2008 konnte beim Spiel „Spiel der leuchtenden Herzen“ erneut 40.000 Euro an die 2008 gegründete Initiative „Adler helfen Menschen“ sowie die Deutsche Leukämie Forschungshilfe übergeben werden.
In der Weihnachtszeit veranstalten die Adler Mannheim einen „Teddy Bear Toss“, bei dem nach nordamerikanischem Vorbild die Zuschauer dazu angeregt werden, Teddybären mitzubringen und diese nach dem Spiel aufs Eis zu werfen. Die Plüschbären werden anschließend an verschiedene gemeinnützige Institutionen gespendet.
Seit der Saison 2006/07 bestehen zwischen dem Verein und Schulen dieser Region feste Partnerschaften, in deren Rahmen beispielsweise die nordamerikanischen Spieler der Adler den Englischunterricht in den Partnerschulen besuchen und dort Talkrunden auf Deutsch und Englisch abhalten. Zudem unterstützt der Club die Aktion „Drogen legen Dich auf Eis“, die schon seit einigen Jahren in Kooperation mit der Kriminalpolizei durchgeführt wird.

### Maskottchen
Traditionelles Maskottchen der Mannheimer ERC ist der Adler, der nach der Ausgliederung der Profimannschaft zum Namensgeber des neuen DEL-Vereins wurde. Noch heute bildet der Adler als Maskottchen einen wichtigen Bestandteil im Merchandising-Bereich des Clubs, ohne jedoch bei Heimspielen der Adler aufzutreten. Diese Rolle übernimmt das offizielle Maskottchen der SAP Arena, das in einem Wettbewerb für Schulklassen den Namen „Udo“ erhielt, benannt nach dem populären Hallensprecher der Adler, Udo Scholz. Der Hamster ist hierbei eine Anlehnung an die Hamsterpopulation, die vor dem Baubeginn der SAP Arena auf dem Mannheimer Bösfeld umgesiedelt werden musste.
Im Anschluss an das erste Heimspiel der Saison 2015/2016 gegen die Schwenninger Wild Wings vollführte der Darsteller des Maskottchens obszöne Gesten in Richtung des Gästeblocks. Dieses Geschehen zog ein deutschlandweites, ungewöhnlich großes Medienecho nach sich. Als Reaktion auf Beschwerden der Schwenninger Fans bei der Geschäftsführung der Adler entschuldigte sich die Organisation öffentlich via Facebook für den Vorfall – kurz darauf wurde bekannt, dass der Darsteller des Maskottchens künftig nicht mehr gebucht würde. Der von Mannheimer Fans organisierte Protest gegen diese Entscheidung in Form einer Onlinepetition verlief ohne Erfolg.